# Lijst van Stolpersteine in Amsterdam-Oost

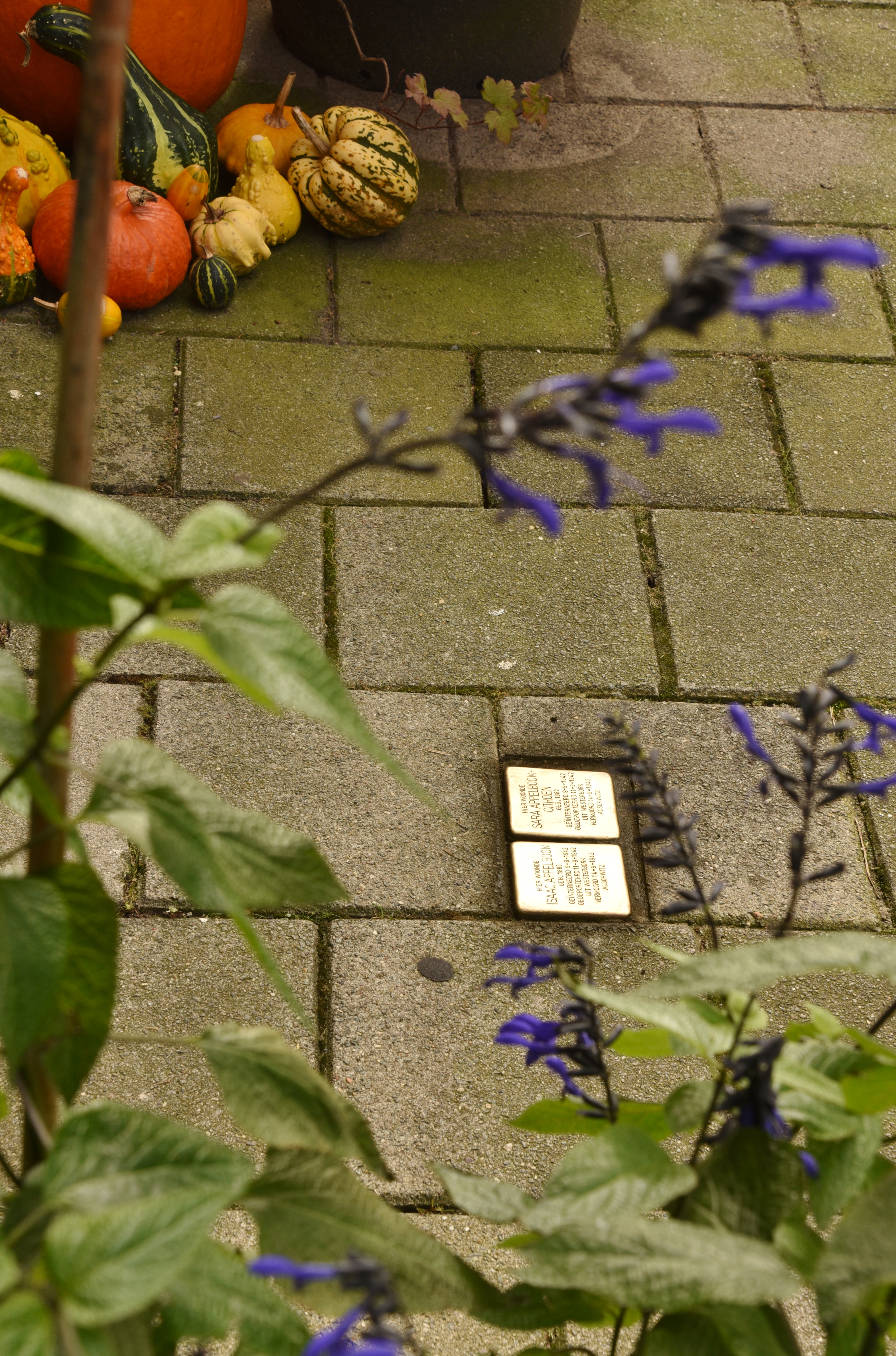
Stolpersteine voor Sara en Isaac Appelboom, Swammerdamstraat 53

De lijst van Stolpersteine in Amsterdam-Oost geeft een overzicht van de Stolpersteine in Amsterdam-Oost in de Nederlandse provincie Noord-Holland die zijn geplaatst in het kader van het Stolpersteine-project van de Duitse beeldhouwer-kunstenaar Gunter Demnig. Tot eind 2023 zijn in dit stadsdeel ruim driehonderd Stolpersteine geplaatst. Omdat het Stolpersteine-project doorloopt, kan deze lijst onvolledig zijn.

## Stolpersteine

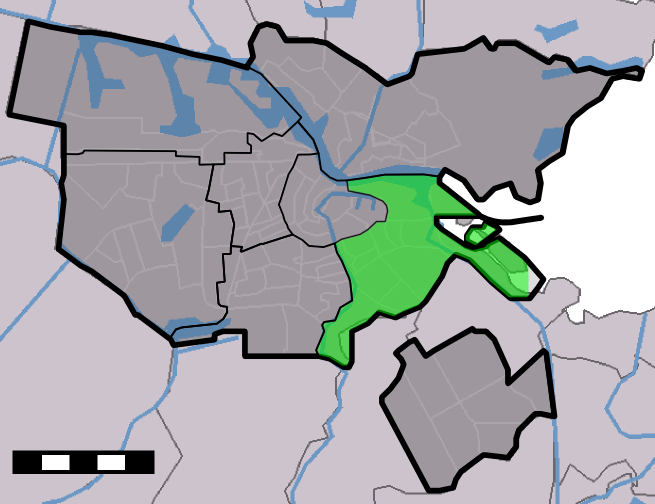
Amsterdam-Oost

In Amsterdam-Oost liggen enkele honderden Stolpersteine. Het exacte aantal is niet bekend, het zijn er zeker meer dan driehonderddertig. Geen van de gebruikte bronnen vermeldt ze allemaal, sommige bronnen geven onjuiste adressen. Daarom worden hier alleen de stenen vermeld die (na plaatsing) door foto's konden worden geïdentificeerd. Er liggen veel Stolpersteine in de Transvaalbuurt en in de Indische Buurt.
De volgende bronnen zijn gebruikt: stichting-stolpersteine.nl, Joods Monument en Traces of War, incidenteel ook de Stolpersteine.app. De lijst is niet compleet, een volgende fase van verificatie ter plaatse is gepland voor april 2024.

### Geverifieerde Stolpersteine
| Afbeelding | Inscriptie | Adres                                   | Biografie                                                       |
| ---------- | --- | --------------------------------------- | --------------------------------------------------------------- |
|            | HIER WOONDE SALOMON ABAS GEB. 1863 GEDEPORTEERD UIT WESTERBORK VERMOORD 23.4.1943 AUSCHWITZ                                                                                           | Weesperzijde 105 huis                   | Salomon Abas (1863-1943)                                        |
|            | HIER WOONDE JOHANNA ABAS-POLAK GEB. 1899 GEDEPORTEERD UIT WESTERBORK VERMOORD 23.4.1943 AUSCHWITZ                                                                                     | Weesperzijde 105 huis                   | Johanna Abas-Polak (1899-1943)                                  |
|            | HIER WOONDE MARTIN MEIJER VAN ADELSBERG GEB. 1927 ONDERGEDOKEN 25-9-1943 DELFT BEVRIJD                                                                                                | Ruyschstraat 27                         | Martin Meijer van Adelsberg (1927-1997)                         |
|            | HIER WOONDE SALOMON VAN ADELSBERG GEB. 1896 GEÏNTERNEERD 29-9-1943 GEDEPORTEERD 1942 UIT WESTERBORK VERMOORD 31-3-1944 AUSCHWITZ                                                      | Ruyschstraat 27                         | Salomon van Adelsberg (1896-1944)                               |
|            | HIER WOONDE GERTRUD BETTY VAN ADELSBERG-COHN GEB. 1899 GEÏNTERNEERD 29-9-1943 GEDEPORTEERD 1942 UIT WESTERBORK VERMOORD 18-11-1944 AUSCHWITZ                                          | Ruyschstraat 27                         | Gertrud Betty van Adelsberg-Cohn (1899-1944)                    |
|            | HIER WOONDE MARCEL ANDRÉ GEB. 1911 GEÏNTERNEERD 16-7-1942 GEDEPORTEERD UIT WESTERBORK VERMOORD 30-9-1942 AUSCHWITZ                                                                    | Christiaan de Wetstraat 70 II (266-272) | Marcel André (1911-1942)                                        |
|            | HIER WOONDE MICHEL EMIL ANDRÉ GEB. 20-5-1941 GEÏNTERNEERD 16-7-1942 GEDEPORTEERD UIT WESTERBORK VERMOORD 23-7-1942 AUSCHWITZ                                                          | Christiaan de Wetstraat 70 II (266-272) | Michel Emil André (1941-1942)                                   |
|            | HIER WOONDE EVA ANDRÉ-HORWITZ GEB. 1909 GEÏNTERNEERD 16-7-1942 GEDEPORTEERD UIT WESTERBORK VERMOORD 23-7-1942 AUSCHWITZ                                                               | Christiaan de Wetstraat 70 II (266-272) | Eva André-Horwitz (1909-1942)                                   |
|            | HIER WOONDE ISAAC APPELBOOM GEB. 1883 GEÏNTERNEERD 9-9-1942 GEDEPORTEERD 11-9-1942 UIT WESTERBORK VERMOORD 14-9-1942 AUSCHWITZ                                                        | Swammerdamstraat 53 huis                | Isaac Appelboom (1883-1942)                                     |
|            | HIER WOONDE SAMUEL APPELBOOM GEB. 1937 VERMOORD 7-4-1944 AUSCHWITZ | Tilanusstraat 73 I                      | Samuel Appelboom (1937-1944)                                    |
|            | HIER WOONDE SARA APPELBOOM- CITROEN GEB. 1882 GEÏNTERNEERD 9-9-1942 GEDEPORTEERD 11-9-1942 UIT WESTERBORK VERMOORD 14-9-1942 AUSCHWITZ                                                | Swammerdamstraat 53 huis                | Sara Appelboom-Citroen (1882-1942)                              |
|            | HIER WOONDE SARA APPELBOOM- GODSCHALK GEB. 1910 VERMOORD 7-4-1944 AUSCHWITZ | Tilanusstraat 73 I                      | Sara Appelboom-Godschalk (1910-1944)                            |
|            | HIER WOONDE LEENDERT ARONSON GEB. 1886 GEDEPORTEERD 1944 UIT WESTERBORK VERMOORD 11-10-1944 AUSCHWITZ                                                                                 | Oosterpark 25                           | Leendert Aronson (1886–1944)                                    |
|            | HIER WOONDE SOPHIA ARONSON- BONEWIT GEB. 1884 GEDEPORTEERD 1944 UIT WESTERBORK VERMOORD 11-10-1944 AUSCHWITZ                                                                          | Oosterpark 25                           | Sophia Aronson-Bonewit (1884–1944)                              |
|            | HIER WOONDE HARTOG BAMBERGER GEB. 1884 VERMOORD 6-3-1944 AUSCHWITZ | Tilanusstraat 67 I                      | Hartog Bamberger (1884-1944)                                    |
|            | HIER WOONDE SARA BAMBERGER- BARTELS GEB. 1885 VERMOORD 6-3-1944 AUSCHWITZ | Tilanusstraat 67 I                      | Sara Bamberger-Bartels (1885-1944)                              |
|            | HIER WOONDE JUDITH BENAVENTE- QUERIDO GEB. 1857 GEDEPORTEERD UIT WESTERBORK VERMOORD 11-2-1944 AUSCHWITZ                                                                              | Blasiusstraat 38                        | Judith Benavente-Querido (1857-1944)                            |
|            | HIER WOONDE MARCEL BENJAMINS GEB. 1943 GEDEPORTEERD UIT WESTERBORK VERMOORD 28.1.1944 AUSCHWITZ                                                                                       | Javastraat 87 II Zeeburg                | Marcel Benjamins (1943-1944)                                    |
|            | HIER WOONDE ISAAC SIMON VAN BERGEN GEB. 1906 GEARRESTEERD 28-8-1941 GEDEPORTEERD UIT AMERSFOORT BUCHENWALD VERMOORD 31-3-1944 AUSCHWITZ                                               | Halmaheirastraat 4 II Zeeburg           | Isaäc Simon van Bergen (1906-1944)                              |
|            | HIER WOONDE ISAÄC BEUGELTAS GEB. 1937 GEARRESTEERD 26-7-1942 AMSTERDAM GEDEPORTEERD UIT WESTERBORK VERMOORD 30-9-1942 AUSCHWITZ                                                       | Retiefstraat 52 II                      | Isaäc Beugeltas (1897-1942)                                     |
|            | HIER WOONDE MAURITS BEUGELTAS GEB. 1934 GEARRESTEERD 26-7-1942 AMSTERDAM GEDEPORTEERD UIT WESTERBORK VERMOORD 2-8-1942 AUSCHWITZ                                                      | Retiefstraat 52 II                      | Maurits Beugeltas (1934-1942)                                   |
|            | HIER WOONDE MARIANNE BEUGELTAS-SWAAB GEB. 1897 GEARRESTEERD 26-7-1942 AMSTERDAM GEDEPORTEERD UIT WESTERBORK VERMOORD 2-8-1942 AUSCHWITZ                                               | Retiefstraat 52 II                      | Marianne Beugeltas-Swaab (1897-1942)                            |
|            | HIER WOONDE EVA VAN BIENE GEB. 1863 VERMOORD 17-9-1943 AUSCHWITZ | Transvaalkade 9a                        | Eva van Biene (1863-1943)                                       |
|            | HIER WOONDE REBECCA VAN BIENE-COHEN GEB. 1873 VERMOORD 19-2-1943 AUSCHWITZ | Transvaalkade 9a                        | Rebecca van Biene-Cohen (1873-1943)                             |
|            | HIER WOONDE EDDIE BIERMAN POPPELSDORF GEB. 1939 GEARRESTEERD 3-10-1942 GEDEPORTEERD 1943 UIT WESTERBORK VERMOORD 11-6-1943 SOBIBOR                                                    | Retiefstraat 72 II                      | Emanuel Bierman, ook Eddie, geadopteerd Poppelsdorf (1939-1943) |
|            | HIER WOONDE FRANCINA 'SIENTJE' BLOEMENDAL GEB. 1923 GEDEPORTEERD 1942 UIT WESTERBORK VERMOORD 30-9-1942 AUSCHWITZ                                                                     | Christiaan de Wetstraat 30 III          | Francina Bloemendal, ook Sientje (1923-1942)                    |
|            | HIER WOONDE LOUIS BLOEMENDAL GEB. 1922 GEDEPORTEERD 1942 UIT WESTERBORK VERMOORD 30-9-1942 AUSCHWITZ                                                                                  | Christiaan de Wetstraat 30 III          | Louis Bloemendal (1922-1942)                                    |
|            | HIER WOONDE PIETJE BLOEMENDAL-MENDEL GEB. 1885 ONDERGEDOKEN JUL. 1942 GORINCHEM VERRADEN 16-7-1943 VERMOORD 27-8-1943 AUSCHWITZ                                                       | Christiaan de Wetstraat 30 III          | Pietje Bloemendal-Mendel (1885-1943)                            |
|            | HIER WOONDE CARLA MARJAN BONN GEB. 1937 ONDERGEDOKEN 1-9-1940 ELST BEVRIJD | Weidestraat 58 huis Betondorp           | Carla Marjan Bonn (1937-1991)                                   |
|            | HIER WOONDE HERMAN RICHARD BONN GEB. 1911 VERZETSSTRIJDER GEÏNTERNEERD 4-5-1944 GEDEPORTEERD 1944 UIT WESTERBORK OVERLEDEN 6-3-1945 GROSS-ROSEN                                       | Weidestraat 58 huis Betondorp           | Herman Richard Bonn (1911-1945)                                 |
|            | HIER WOONDE ROBERT BONN GEB. 1939 ONDERGEDOKEN 1-9-1940 AMSTERDAM TREEBEEK BEVRIJD | Weidestraat 58 huis Betondorp           | Robert Bonn (1939-)                                             |
|            | HIER WOONDE ANNA ANNIE BONN-CAUVEREN GEB. 1911 VERZETSSTRIJDER GEÏNTERNEERD 27-1-1944 GEDEPORTEERD 1944 UIT WESTERBORK VERMOORD 11-2-1944 AUSCHWITZ                                   | Weidestraat 58 huis Betondorp           | Anna Bonn-Cauveren (1911-1944)                                  |
|            | HIER WOONDE BETJE BONN-NOL GEB. 1916 GEDEPORTEERD 1943 UIT WESTERBORK VERMOORD 16-7-1943 SOBIBOR                                                                                      | Linnaeusparkweg 79                      | Betje Bonn-Nol (1916-1943)                                      |
|            | HIER WOONDE ABRAHAM BOSBOOM GEB. 1923 GEDEPORTEERD 1942 UIT WESTERBORK VERMOORD 21-8-1942 AUSCHWITZ                                                                                   | Krugerplein 1 III                       | Abraham Bosboom (1923-1942)                                     |
|            | HIER WOONDE ELIAZER BOSBOOM GEB. 1887 GEDEPORTEERD 1942 UIT WESTERBORK VERMOORD 5-10-1942 AUSCHWITZ                                                                                   | Krugerplein 1 III                       | Eliazer Bosboom (1887-1942)                                     |
|            | HIER WOONDE MARIANNE BOSBOOM- FLESSCHEDRAGER GEB. 1886 GEDEPORTEERD 1943 UIT WESTERBORK VERMOORD 14-5-1943 SOBIBOR                                                                    | Krugerplein 1 III                       | Marianne Bosboom-Flesschedrager (1886-1943)                     |
|            | HIER WOONDE JETTY RACHEL DE BRAVE GEB. 1917 GEDEPORTEERD UIT WESTERBORK VERMOORD 16-7-1943 SOBIBOR                                                                                    | Cronjéstraat 1 boven                    | Jetty Rachel de Brave (1917-1943)                               |
|            | HIER WOONDE ELISABETH VAN CLEEF GEB. 1930 GEÏNTERNEERD 20-6-1943 GEDEPORTEERD 29-6-1943 UIT WESTERBORK VERMOORD 2-7-1943 SOBIBOR                                                      | Andreas Bonnstraat 13 I                 | Elisabeth van Cleef (1930-1943)                                 |
|            | HIER WOONDE MOZES VAN CLEEF GEB. 1899 GEÏNTERNEERD 20-6-1943 GEDEPORTEERD 29-6-1943 UIT WESTERBORK VERMOORD 2-7-1943 SOBIBOR                                                          | Andreas Bonnstraat 13 I                 | Mozes van Cleef (1899-1943)                                     |
|            | HIER WOONDE SALOMON VAN CLEEF GEB. 1935 GEÏNTERNEERD 20-6-1943 GEDEPORTEERD 29-6-1943 UIT WESTERBORK VERMOORD 2-7-1943 SOBIBOR                                                        | Andreas Bonnstraat 13 I                 | Salomon van Cleef (1935-1943)                                   |
|            | HIER WOONDE MARIE VAN CLEEF-ROCO GEB. 1905 GEÏNTERNEERD 20-6-1943 GEDEPORTEERD 29-6-1943 UIT WESTERBORK VERMOORD 2-7-1943 SOBIBOR                                                     | Andreas Bonnstraat 13 I                 | Marie van Cleef-Roco (1905-1943)                                |
|            | HIER WOONDE HARTOH HERMAN COHEN GEB. 1880 GEDEPORTEERD UIT WESTERBORK VERMOORD 17-6-1944 BERGEN-BELSEN                                                                                | Ruyschstraat 8 huis                     | Hartog Herman Cohen (1880-1944)                                 |
|            | HIER WOONDE IZAK COHEN GEB. 1904 GEDEPORTEERD 5-10-1942 UIT WESTERBORK VERMOORD 31-8-1943 MIDDEN-EUROPA                                                                               | Tugelaweg 44                            | Izak Cohen (1904-1943)                                          |
|            | HIER WOONDE ANNA COHEN- AGSTERIBBE GEB. 1943 GEDEPORTEERD UIT WESTERBORK VERMOORD 11.4.1945 BERGEN-BELSEN                                                                             | Ruyschstraat 8 huis                     | Anna Cohen-Agtsteribbe (1877-1945)                              |
|            | HIER WOONDE PHILIP COHEN DE LARA GEB. 1901 GEDEPORTEERD 1943 UIT VUGHT VERMOORD 31-1-1944 AUSCHWITZ                                                                                   | Grensstraat 19 boven                    | Philip Cohen de Lara (1901-1944)                                |
|            | HIER WOONDE SAARTJE COHEN DE LARA- SALOMONS GEB. 1902 GEDEPORTEERD 1943 UIT VUGHT VERMOORD 31-1-1944 AUSCHWITZ                                                                        | Grensstraat 19 boven                    | Saartje Cohen de Lara-Salomons (1902-1944)                      |
|            | HIER WOONDE MICHAEL COUZIJN GEB. 1904 VERMOORD 23-7-1943 SOBIBOR | Krugerplein 24 I                        | Michaël Couzijn (1904-1943)                                     |
|            | HIER WOONDE MARGARETHA COUZIJN- LEEUWAARDEN GEB. 1915 VERMOORD 23-7-1943 SOBIBOR | Krugerplein 24 I                        | Margaretha Couzijn-Leeuwaarden (1915-1943)                      |
|            | HIER WOONDE DAVID DELMONTE GEB. 1913 GEDEPORTEERD 1942 UIT WESTERBORK VERMOORD 30.9.1942 AUSCHWITZ                                                                                    | Marcusstraat 15                         | David Delmonte (1913-1942)                                      |
|            | HIER WOONDE GRACIA DELMONTE GEB. 1880 GEDEPORTEERD 1943 UIT WESTERBORK VERMOORD 17.3.1943 SOBIBOR                                                                                     | Marcusstraat 15                         | Gracia Delmonte-Delmonte (1880-1943)                            |
|            | HIER WOONDE JOZEPH DELMONTE GEB. 1922 GEDEPORTEERD 1942 UIT WESTERBORK VERMOORD 18.9.1942 AUSCHWITZ                                                                                   | Marcusstraat 15                         | Jozeph Delmonte (1922-1942)                                     |
|            | HIER WOONDE MAURITS DELMONTE GEB. 1880 GEDEPORTEERD 1943 UIT WESTERBORK VERMOORD 17.3.1943 SOBIBOR                                                                                    | Marcusstraat 15                         | Maurits Delmonte (1981-1943)                                    |
|            | HIER WOONDE AARON VAN DIJK GEB. 1929 VERMOORD 9-7-1943 SOBIBOR | Danie Theronstraat 12 I                 | Aron van Dijk (1929-1943)                                       |
|            | HIER WOONDE DAVID VAN DIJK GEB. 1921 VERMOORD 23-2-1945 MAUTHAUSEN | Swammerdamstraat 8 huis                 | David van Dijk (1921-1945)                                      |
|            | HIER WOONDE JACOB VAN DIJK GEB. 1907 VERMOORD 9-7-1943 SOBIBOR | Danie Theronstraat 12 I                 | Jacob van Dijk (1907-1943)                                      |
|            | HIER WOONDE JACOB VAN DIJK GEB. 1937 VERMOORD 9-7-1943 SOBIBOR | Danie Theronstraat 12 I                 | Kathe van Dijk (1937-1943)                                      |
|            | HIER WOONDE RACHEL VAN DIJK GEB. 1933 VERMOORD 9-7-1943 SOBIBOR | Danie Theronstraat 12 I                 | Rachel van Dijk (1933-1943)                                     |
|            | HIER WOONDE MARIANNE VAN DIJK-LEVIJ GEB. 1909 VERMOORD 9-7-1943 SOBIBOR | Danie Theronstraat 12 I                 | Marianne van Dijk-Levij (1909-1943)                             |
|            | HIER WOONDE SARA VAN DIJK-SOUZA GEB. 1882 VERMOORD 25-1-1943 AUSCHWITZ | Swammerdamstraat 25a                    | Sara van Dijk-Souza (1882-1943)                                 |
|            | HIER WOONDE HERMAN DUIZEND GEB. 1919 GEDEPORTEERD UIT WESTERBORK VERMOORD 30.11.1943 DOROHUZK                                                                                         | Grensstraat 21                          | Herman Duizend (1919-1943)                                      |
|            | HIER WOONDE JACOB DUIZEND GEB. 1883 GEDEPORTEERD UIT WESTERBORK VERMOORD 31.12.1944 SACHSENHAUSEN                                                                                     | Grensstraat 21                          | Jacob Duizend (1883-1944)                                       |
|            | HIER WOONDE ELISABETH DUIZEND-ASSCHER GEB. 1885 GEDEPORTEERD UIT WESTERBORK VERMOORD 20.3.1945 BERGEN-BELSEN                                                                          | Grensstraat 21                          | Elisabeth Duizend-Asscher (1885-1945)                           |
|            | HIER WOONDE LOTTY DUIZEND-DAVIDSON GEB. 1909 GEDEPORTEERD UIT WESTERBORK VERMOORD 3-5-1945 TRÖBITZ                                                                                    | Pythagorasstraat 35                     | Lotty Duizend-Davidson (1909-1945)                              |
|            | HIER WOONDE HEINZ DURLACHER GEB. 1913 GEÏNTERNEERD NOV. 1938 BUCHENWALD VLUCHT 1939 UIT DUITSLAND ONDERGEDOKEN 1944 NEDERLAND, FRANKRIJK VLUCHT 1944 SPANJE, PALESTINA                | Afrikanerplein 100                      | Heinz Durlacher (1913-)                                         |
|            | HIER WOONDE URI DURLACHER GEB. 1940 ONDERGEDOKEN 1944 NEDERLAND, FRANKRIJK VLUCHT 1944 SPANJE, PALESTINA                                                                              | Afrikanerplein 100                      | Uri Durlacher (1940-)                                           |
|            | HIER WOONDE RUTH DURLACHER-HORN GEB. 1918 VLUCHT 1939 UIT DUITSLAND ONDERGEDOKEN 1944 NEDERLAND, FRANKRIJK VLUCHT 1944 SPANJE, PALESTINA                                              | Afrikanerplein 100                      | Ruth Durlacher-Horn (1918-)                                     |
|            | HIER WOONDE PAULINA EIDINOW-LEWIS GEB. 1864 GEÏNTERNEERD 9-3-1943 GEDEPORTEERD 17-3-1943 UIT WESTERBORK VERMOORD 20-3-1943 SOBIBOR                                                    | Blasiusstraat 35 II                     | Paulina Eidinow-Lewis (1864-1943)                               |
|            | HIER WOONDE ELISABETH EMDEN GEB. 1929 GEDEPORTEERD UIT WESTERBORK VERMOORD 28-5-1943 SOBIBOR                                                                                          | Ben Viljoenstraat 9 III                 | Elisabeth Emden (1929-1943)                                     |
|            | HIER WOONDE ISRAËL EMDEN GEB. 1926 GEARRESTEERD 9-7-1942 GEDEPORTEERD UIT WESTERBORK VERMOORD 30-9-1942 AUSCHWITZ                                                                     | Ben Viljoenstraat 9 III                 | Israël Emden (1926-1942)                                        |
|            | HIER WOONDE MEIJER EMDEN GEB. 1900 GEDEPORTEERD UIT WESTERBORK VERMOORD 28-5-1943 SOBIBOR                                                                                             | Ben Viljoenstraat 9 III                 | Meijer Emden (1900-1943)                                        |
|            | HIER WOONDE RACHEL EMDEN-GOEDEL GEB. 1902 GEDEPORTEERD UIT WESTERBORK VERMOORD 28-5-1943 SOBIBOR                                                                                      | Ben Viljoenstraat 9 III                 | Rachel Emden-Goedel (1902-1943)                                 |
|            | HIER WOONDE RAFAEL ENSEL GEB. 1913 GEARRESTEERD 2.12.1942 VERMOORD 28.2.1943 AUSCHWITZ                                                                                                | Blasiusstraat 94 II                     | Rafael Ensel (1913-1943)                                        |
|            | HIER WOONDE JUDITH ENSEL- DE HOND GEB. 1915 GEARRESTEERD 2.12.1942 VERMOORD 11.12.1942 AUSCHWITZ                                                                                      | Blasiusstraat 94 II                     | Judith Ensel-De Hond (1915-1942)                                |
|            | HIER WOONDE SARA MARIA GANS-VAN BIENE GEB. 1866 VERMOORD 17-9-1943 AUSCHWITZ | Transvaalkade 9a                        | Sara Maria Gans-van Biene (1866-1943)                           |
|            | HIER WOONDE GABRIEL GASSAN GEB. 1873 GEDEPORTEERD 1973 UIT WESTERBORK VERMOORD 5-2-1943 AUSCHWITZ                                                                                     | Tugelaweg 63                            | Gabriël Gassan (1873-1943)                                      |
|            | HIER WOONDE MINA GASSAN- HIEGENTLICH GEB. 1879 GEDEPORTEERD 1943 UIT WESTERBORK VERMOORD 5-2-1943 AUSCHWITZ                                                                           | Tugelaweg 63                            | Mina Gassan-Hiegentlich (1879-1943)                             |
|            | HIER WOONDE JACOB GOBETS GEB. 1896 GEARRESTEERD 2-4-1943 GEDEPORTEERD UIT WESTERBORK VERMOORD 9-7-1943 SOBIBOR                                                                        | Veeteeltstraat 104h Betondorp           | Jacob Gobets (1896-1943)                                        |
|            | HIER WOONDE JOHN GOBETS GEB. 1924 GEARRESTEERD 4-6-1942 GEDEPORTEERD UIT AMERSFOORT VERMOORD 14-10-1942 MAUTHAUSEN                                                                    | Veeteeltstraat 104h Betondorp           | John Gobets (1924-1942)                                         |
|            | HIER WOONDE DIENTJE GOBETS-ROMIJN GEB. 1897 GEARRESTEERD 2-4-1943 GEDEPORTEERD UIT WESTERBORK VERMOORD 9-7-1943 SOBIBOR                                                               | Veeteeltstraat 104h Betondorp           | Dientje Gobets-Romijn (1897-1943)                               |
|            | HIER WOONDE LION GODSCHALK GEB. 1916 GEDEPORTEERD 1943 UIT WESTERBORK VERMOORD 23.7.1943 SOBIBOR                                                                                      | Réaumurstraat 22 Amsteldorp             | Lion Godschalk (1916-1943)                                      |
|            | HIER WOONDE ABRAHAM GOUDKETTING GEB. 1915 GEDEPORTEERD 1943 UIT WESTERBORK VERMOORD 31-1-1944 AUSCHWITZ                                                                               | Commelinstraat 15 II Dapperbuurt        | Abraham Goudeketting (1915-1944)                                |
|            | HIER WOONDE ALEXANDER GOUDKETTING GEB. 25-12-1940 ONDERGEDOKEN BEVRIJD | Commelinstraat 15 II Dapperbuurt        | Alexander Goudeketting (1940-)                                  |
|            | HIER WOONDE SARA GOUDKETTING- VISSER GEB. 1915 GEDEPORTEERD 1943 UIT WESTERBORK VERMOORD 31-1-1944 AUSCHWITZ                                                                          | Commelinstraat 15 II Dapperbuurt        | Sara Goudeketting-Visser (1915-1944)                            |
|            | HIER WOONDE ALIDA MATHILDA GOUDSMIT GEB. 1938 GEÏNTERNEERD 25-3-1943 VUGHT GEDEPORTEERD 8-6-1943 UIT WESTERBORK VERMOORD 11-6-1943 SOBIBOR                                            | Schalk Burgerstraat 90                  | Alida Mathilda Goudsmit (1938-1943)                             |
|            | HIER WOONDE DAVID GOUDSMIT GEB. 1907 GEÏNTERNEERD 25-3-1943 VUGHT GEDEPORTEERD 6-7-1943 UIT WESTERBORK VERMOORD 9-7-1943 SOBIBOR                                                      | Schalk Burgerstraat 90                  | David Goudsmit (1907-1943)                                      |
|            | HIER WOONDE ISAÄC DAVID GOUDSMIT GEB. 1933 GEÏNTERNEERD 25-3-1943 VUGHT GEDEPORTEERD 8-6-1943 UIT WESTERBORK VERMOORD 11-6-1943 SOBIBOR                                               | Schalk Burgerstraat 90                  | Isaäc David Goudsmit (1933-1943)                                |
|            | HIER WOONDE MARTHA GOUDSMIT GEB. 1930 GEÏNTERNEERD 25-3-1943 VUGHT GEDEPORTEERD 8-6-1943 UIT WESTERBORK VERMOORD 11-6-1943 SOBIBOR                                                    | Schalk Burgerstraat 90                  | Martha Goudsmit (1930-1943)                                     |
|            | HIER WOONDE FREDERIKA GOUDSMIT-SEALTIEL GEB. 1909 GEÏNTERNEERD 25-3-1943 VUGHT GEDEPORTEERD 8-6-1943 UIT WESTERBORK VERMOORD 11-6-1943 SOBIBOR                                        | Schalk Burgerstraat 90                  | Frederika Goudsmit-Sealtiel (1909-1943)                         |
|            | HIER WOONDE ISIDORE GROEN GEB. 1893 VERMOORD 12-2-1943 AUSCHWITZ | Ruyschstraat 51 onderhuis               | Isidore Groen (1893-1943)                                       |
|            | HIER WOONDE NATHAN GROEN GEB. 1868 VERMOORD 9-4-1943 SOBIBOR | Ruyschstraat 51 onderhuis               | Nathan Groen (1868-1943)                                        |
|            | HIER WOONDE EMELIA GROEN-COHEN GEB. 1862 VERMOORD 9-4-1943 SOBIBOR | Ruyschstraat 51 onderhuis               | Emelia Groen-Cohen (1862-1943)                                  |
|            | HIER WOONDE BAREND GROENTEMAN GEB. 1918 VERMOORD 30-9-1942 AUSCHWITZ | Danie Theronstraat 26 I                 | Barend Groenteman (1918-1942)                                   |
|            | HIER WOONDE CORRY GROENTEMAN GEB. 1940 VERMOORD 26-7-1942 AUSCHWITZ | Danie Theronstraat 26 I                 | Corry Groenteman (1940-1942)                                    |
|            | HIER WOONDE FERRY GROENTEMAN GEB. 1938 VERMOORD 26-7-1942 AUSCHWITZ | Danie Theronstraat 26 I                 | Freddy Groenteman (1938-1942)                                   |
|            | HIER WOONDE CATO GROENTEMAN- PEEPER GEB. 1916 VERMOORD 26-7-1942 AUSCHWITZ | Danie Theronstraat 26 I                 | Cato Groenteman-Peeper (1916-1942)                              |
|            | HIER WOONDE EZECHIEL DE GROOT GEB. 1884 GEÏNTERNEERD 23-1-1943 GEDEPORTEERD UIT WESTERBORK VERMOORD 12-2-1943 AUSCHWITZ                                                               | Christiaan de Wetstraat 59 I            | Ezechiel de Groot (1884-1943)                                   |
|            | HIER WOONDE REBECCA DE GROOT- FRANKFORT GEB. 1886 GEÏNTERNEERD 23-1-1943 GEDEPORTEERD UIT WESTERBORK VERMOORD 12-2-1943 AUSCHWITZ                                                     | Christiaan de Wetstraat 59 I            | Rebecca de Groot-Frankfort (1886-1943)                          |
|            | HIER WOONDE ANDOR GRÜNWALD GEB. 1910 GEDEPORTEERD UIT WESTERBORK VERMOORD 23-4-1943 SOBIBOR                                                                                           | Pretoriusstraat 16 huis                 | Andor Grünwald (1910-1943)                                      |
|            | HIER WOONDE RAFAEL EMANUEL HOFSTEDE GEB. 1896 GEDEPORTEERD 1-6-1943 UIT WESTERBORK VERMOORD 4-6-1943 SOBIBOR                                                                          | Ruyschstraat 51 III                     | Rafaël Emanuel Hofstede (1896-1943)                             |
|            | HIER WOONDE FIJETE HOFSTEDE-PLUKKER GEB. 1891 GEDEPORTEERD 6-4-1943 UIT WESTERBORK VERMOORD 9-4-1943 SOBIBOR                                                                          | Ruyschstraat 51 III                     | Fijete Hofstede-Plukker (1891-1943)                             |
|            | HIER WOONDE HENRIETTE DE HOND- BENAVENTE GEB. 1877 GEDEPORTEERD UIT WESTERBORK VERMOORD 22-10-1943 AUSCHWITZ                                                                          | Blasiusstraat 31                        | Henriette de Hond-Benavente (1877-1943)                         |
|            | HIER WOONDE MEIJER HORWITZ GEB. 1877 GEÏNTERNEERD 26-5-1943 GEDEPORTEERD UIT WESTERBORK VERMOORD 4-6-1943 SOBIBOR                                                                     | Christiaan de Wetstraat 70 II (266-272) | Meijer Horwitz (1877-1943)                                      |
|            | HIER WOONDE SALOMON HORWITZ GEB. 1904 GEÏNTERNEERD 14-8-1943 GEDEPORTEERD 1944 UIT WESTERBORK VERMOORD 31-3-1944 AUSCHWITZ                                                            | President Steynstraat 10 II             | Salomon Horwitz (1904-1944)                                     |
|            | HIER WOONDE CLARA HORWITZ- VAN WEST GEB. 1907 GEÏNTERNEERD 14-8-1943 GEDEPORTEERD 1944 UIT WESTERBORK VERMOORD 3-9-1943 AUSCHWITZ                                                     | President Steynstraat 10 II             | Clara Horwitz-van West (1907-1943)                              |
|            | HIER WOONDE LINA HORWITZ-WAAS GEB. 1881 GEÏNTERNEERD 26-5-1943 GEDEPORTEERD UIT WESTERBORK VERMOORD 4-6-1943 SOBIBOR                                                                  | Christiaan de Wetstraat 70 II (266-272) | Lina Horwitz-Waas (1881-1943)                                   |
|            | HIER WOONDE JOSEPH ISAAC GEB. 1912 GEÏNTERNEERD 25-5-1943 GEDEPORTEERD UIT WESTERBORK VERMOORD 4-6-1943 SOBIBOR                                                                       | Ruyschstraat 3 I                        | Joseph Isaac (1912-1943)                                        |
|            | HIER WOONDE ANNA ISAAC- GERRITSE GEB. 1914 GEÏNTERNEERD 25-5-1943 GEDEPORTEERD UIT WESTERBORK VERMOORD 4-6-1943 SOBIBOR                                                               | Ruyschstraat 3 I                        | Anna Isaac-Gerritse (1914-1943)                                 |
|            | HIER WOONDE CARLA HELENA JOËLS GEB. 1941 GEÏNTERNEERD 4-10-1942 GEDEPORTEERD 1943 UIT WESTERBORK VERMOORD 19-2-1943 AUSCHWITZ                                                         | President Steynplantsoen 15 huis        | Carla Helena Joëls (1941-1943)                                  |
|            | HIER WOONDE JOSEPH MARIE JOËLS GEB. 1914 GEÏNTERNEERD 4-10-1942 GEDEPORTEERD 1943 UIT WESTERBORK VERMOORD 30-4-1943 AUSCHWITZ                                                         | President Steynplantsoen 15 huis        | Joseph Marie Antoine Joëls (1914-1943)                          |
|            | HIER WOONDE CARLA HELENA JOËLS GEB. 1918 GEÏNTERNEERD 4-10-1942 GEDEPORTEERD 1943 UIT WESTERBORK VERMOORD 19-2-1943 AUSCHWITZ                                                         | President Steynplantsoen 15 huis        | Anna Joëls-van Emden (1918-1943)                                |
|            | HIER WOONDE MARIANNE DE JONGH GEB. 1900 GEARRESTEERD 17-12-1942 GEÏNTERNEERD VUGHT, WESTERBORK GEDEPORTEERD VERMOORD 9-4-1943 SOBIBOR                                                 | Ruyschstraat 11                         | Marianne de Jongh (1900-1943)                                   |
|            | HIER WOONDE DOV JOURGRAU GEB. 1902 GEDEPORTEERD UIT WESTERBORK VERMOORD 7.12.1943 AUSCHWITZ                                                                                           | Eerste Boerhaavestraat 15 III           | Dov Jourgrau (1902-1943)                                        |
|            | HIER WOONDE LEA JOURGRAU- FRIEDMAN GEB. 1904 GEDEPORTEERD UIT WESTERBORK VERMOORD 23.7.1943 SOBIBOR                                                                                   | Eerste Boerhaavestraat 15 III           | Lea Jourgrau-Friedman (1885-1943)                               |
|            | HIER WOONDE ANDRIES KAN GEB. 1928 GEÏNTERNEERD 16-4-1943 GEDEPORTEERD UIT WESTERBORK VERMOORD 23-7-1943 SOBIBOR                                                                       | Danie Theronstraat 21 I                 | Andries Kan (1928-1943)                                         |
|            | HIER WOONDE ESTHER 'ELLIE' KAN GEB. 1930 GEDEPORTEERD 1943 UIT WESTERBORK VERMOORD 23-7-1943 SOBIBOR                                                                                  | Danie Theronstraat 21 I                 | Esther Kan, ook Ellie (1930-1943)                               |
|            | HIER WOONDE HENRIETTE EVA KAN GEB. 1942 GEÏNTERNEERD 16-4-1943 GEDEPORTEERD UIT WESTERBORK VERMOORD 23-7-1943 SOBIBOR                                                                 | Danie Theronstraat 21 I                 | Henriette Eva Kan (1942-1943)                                   |
|            | HIER WOONDE SALOMON KAN GEB. 1908 GEÏNTERNEERD 16-4-1943 GEDEPORTEERD UIT WESTERBORK VERMOORD 23-7-1943 SOBIBOR                                                                       | Danie Theronstraat 21 I                 | Salomon Kan (1908-1943)                                         |
|            | HIER WOONDE LEA KAN-KURK GEB. 1907 GEÏNTERNEERD 16-4-1943 GEDEPORTEERD UIT WESTERBORK VERMOORD 23-7-1943 SOBIBOR                                                                      | Danie Theronstraat 21 I                 | Lea Kan-Kurk (1907-1943)                                        |
|            | HIER WOONDE DAVID KEIZER GEB. 1875 GEARRESTEERD AMSTERDAM VERMOORD 30-4-1943 SOBIBOR                                                                                                  | Oosterpark 47 huis                      | David Keizer (1875-1943)                                        |
|            | HIER WOONDE CATHARINA KEIZER- VAN WIJNBERGEN GEB. 1878 GEARRESTEERD AMSTERDAM VERMOORD 30-4-1943 SOBIBOR                                                                              | Oosterpark 47 huis                      | Catharina Keizer-van Wijnbergen (1878-1943)                     |
|            | HIER WOONDE ELISABETH KLEEREKOPER GEB. 1928 GEDEPORTEERD VERMOORD 2-7-1943 SOBIBOR | Transvaalstraat 136                     | Elisabeth Kleerekoper (1928-1943)                               |
|            | HIER WOONDE GERRIT KLEEREKOPER GEB. 1897 GEDEPORTEERD VERMOORD 2-7-1943 SOBIBOR | Transvaalstraat 136                     | Gerrit Kleerekoper (1897-1943)                                  |
|            | HIER WOONDE LEENDERT KLEEREKOPER GEB. 1923 GEDEPORTEERD VERMOORD 31-7-1944 SOBIBOR | Transvaalstraat 136                     | Elisabeth Kleerekoper (1923-1944)                               |
|            | HIER WOONDE KAATJET KLEEREKOPER- OSSEDRIJVER GEB. 1895 GEDEPORTEERD VERMOORD 2-7-1943 SOBIBOR                                                                                         | Transvaalstraat 136                     | EKaatje Kleerekoper-Ossedrijver (1895-1943)                     |
|            | HIER WOONDE MEIJER KLEERKOPER GEB. 1907 GEDEPORTEERD UIT AMSTERSAM VERMOORD 2-7-1943 SOBIBOR                                                                                          | Transvaalstraat 84 huis                 | Meijer Kleerkoper (1907-1943)                                   |
|            | HIER WOONDE ELISABETH KLEERKOPER- JACOBSON GEB. 1914 GEDEPORTEERD UIT AMSTERSAM VERMOORD 2-7-1943 SOBIBOR                                                                             | Transvaalstraat 84 huis                 | Elizabeth Kleerkoper-Jacobson (1914-1943)                       |
|            | HIER WOONDE ABRAHAM KLOOT GEB. 1902 GEDEPORTEERD VERMOORD 2.7.1943 SOBIBOR | Tweede Boerhaavestraat 40 II            | Abraham Kloot (1902-1943)                                       |
|            | HIER WOONDE REBECCA KLOOT GEB. 1933 GEDEPORTEERD VERMOORD 2.7.1943 SOBIBOR | Tweede Boerhaavestraat 40 II            | Rebecca Kloot (1933-1943)                                       |
|            | HIER WOONDE HELENA KLOOT- NORDHEIM GEB. 1903 GEDEPORTEERD VERMOORD 2.7.1943 SOBIBOR                                                                                                   | Tweede Boerhaavestraat 40 II            | Helena Kloot-Nordheim (1903-1943)                               |
|            | HIER WOONDE ERNESTINE KONINSKY GEB. 1895 DEPORTATIE 18.5.1943 UIT WESTERBORK VERMOORD 21.5.1943 SOBIBOR                                                                               | Ruyschstraat 100                        | Ernestine Noach-Koninsky (1895-1943)                            |
|            | HIER WOONDE LEVIE KOOPMAN GEB. 1914 GEDEPORTEERD 1942 UIT WESTERBORK VERMOORD 25-2-1945 BUCHENWALD                                                                                    | Vrolikstraat 100 II                     | Levie Koopman (1914-1945)                                       |
|            | HIER WOONDE BEILE KOOPMAN-WEICH GEB. 1915 GEDEPORTEERD UIT WESTERBORK VERMOORD 24-9-1943 AUSCHWITZ                                                                                    | Vrolikstraat 100 II                     | Beile Koopman-Weich (1915-1943)                                 |
|            | HIER WOONDE BAREND KORPER GEB. 1912 GEDEPORTEERD UIT WESTERBORK VERMOORD 7-2-1945 GROSS-ROSEN                                                                                         | Hofmeyrstraat 28 II                     | Barend Korper (1912-1945)                                       |
|            | HIER WOONDE JOANNA KORPER-SARFATY GEB. 1911 GEDEPORTEERD UIT WESTERBORK VERMOORD 24-8-1942 AUSCHWITZ                                                                                  | Hofmeyrstraat 28 II                     | Joanna Korper-Sarfaty (1911-1942)                               |
|            | HIER WOONDE HARTOG KUIJT GEB. 1877 GEDEPORTEERD 1943 UIT DRANCY VERMOORD 12-2-1943 AUSCHWITZ                                                                                          | Oosterpark 43 huis                      | Hartog Kuijt (1877-1943)                                        |
|            | HIER WOONDE REBECCA KUIJT-DE VRIES GEB. 1879 GEDEPORTEERD 1943 UIT DRANCY VERMOORD 12-2-1943 AUSCHWITZ                                                                                | Oosterpark 43 huis                      | Rebecca Kuijt-De Vries (1879-1943)                              |
|            | HIER WOONDE ISAÄC KURK GEB. 1918 GEDEPORTEERD 1942 UIT WESTERBORK VERMOORD 21-8-1943 NEUKIRCH                                                                                         | President Brandstraat 11 II             | Isaäc Kurk (1918-1943)                                          |
|            | HIER WOONDE LEVIE KURK GEB. 1880 GEDEPORTEERD 1943 UIT WESTERBORK VERMOORD 21-1-1943 AUSCHWITZ                                                                                        | President Brandstraat 11 II             | Levie Kurk (1880-1943)                                          |
|            | HIER WOONDE MARGARETHA KURK-BONTE GEB. 1888 GEDEPORTEERD 1943 UIT WESTERBORK VERMOORD 21-1-1943 AUSCHWITZ                                                                             | President Brandstraat 11 II             | Margaretha Kurk-Bonte (1888-1943)                               |
|            | HIER WOONDE KLARA LEIJDEN VAN AMSTEL GEB. 1929 GEDEPORTEERD UIT WESTERBORK VERMOORD 9-11-1942 AUSCHWITZ                                                                               | Vrolikstraat 90 huis                    | Klara Leijden van Amstel (1929-1942)                            |
|            | HIER WOONDE ELISABETH LEIJDEN VAN AMSTEL- EIJL GEB. 1898 GEDEPORTEERD UIT WESTERBORK VERMOORD 9-11-1942 AUSCHWITZ                                                                     | Vrolikstraat 90 huis                    | Elisabeth Leijden van Amstel-Eijl (1898-1942)                   |
|            | HIER WOONDE ALXANDER DE LEEUW GEB. 1910 GEDEPORTEERD MAUTHAUSEN VERMOORD 4.9.1941 | Vrolikstraat 92 I                       | Alexander de Leeuw (1910-1941)                                  |
|            | HIER WOONDE HANSJE 'HIJMAN' DE LEEUW GEB. 1938 GEDEPORTEERD UIT VUGHT SOBIBOR VERMOORD 21.5.1943                                                                                      | Vrolikstraat 92 I                       | Hijman de Leeuw (1938-1943)                                     |
|            | HIER WOONDE MARIE DE LEEUW- WALVISCH GEB. 1910 GEDEPORTEERD UIT VUGHT SOBIBOR VERMOORD 21.5.1943                                                                                      | Vrolikstraat 92 I                       | Marie de Leeuw-Walvisch (1910-1941)                             |
|            | HIER WOONDE SALOMON LEGER GEB. 1854 GEDEPORTEERD 1942 UIT WESTERBORK VERMOORD 7-12-1942 AUSCHWITZ                                                                                     | Transvaalstraat 64 II                   | Salomon Leger (1854-1942)                                       |
|            | HIER WOONDE AARON LEMAN GEB. 1903 VERMOORD 30-6-1944 MIDDEN-EUROPA | Pythagorasstraat 133                    | Aäron Leman (1903-1944)                                         |
|            | HIER WOONDE HENDERIKA LEMAN GEB. 1934 VERMOORD 11-2-1944 AUSCHWITZ | Pythagorasstraat 133                    | Henderika Leman (1934-1944)                                     |
|            | HIER WOONDE FROUKJE LEMAN- SOESMAN GEB. 1904 VERMOORD 11-2-1944 AUSCHWITZ | Pythagorasstraat 133                    | Froukje Leman-Soesman (1904-1944)                               |
|            | HIER WOONDE GERRIT LISSER GEB. 1918 GEDEPORTEERD UIT WESTERBORK VERMOORD 16-7-1943 SOBIBOR                                                                                            | Cronjéstraat 1 boven                    | Gerrit Lisser (1918-1943)                                       |
|            | HIER WOONDE EVA LOPES SALZEDO GEB. 1926 VERMOORD 30-9-1942 AUSCHWITZ | Danie Theronstraat 21                   | Eva Lopes Salzedo (1926-1942)                                   |
|            | HIER WOONDE KLARA LOPES SALZEDO GEB. 1927 VERMOORD 16-4-1943 SOBIBOR | Danie Theronstraat 21                   | Klara Lopes Salzedo (1927-1943)                                 |
|            | HIER WOONDE LOUIS LOPES SALZEDO GEB. 1901 VERMOORD 31-3-1944 MIDDEN-EUROPA | Danie Theronstraat 21                   | Louis Lopes Salzedo (1901-1944)                                 |
|            | HIER WOONDE RACHEL LOPES SALZEDO-KAN GEB. 1903 VERMOORD 16-4-1943 SOBIBOR | Danie Theronstraat 21                   | Rachel Lopes Salzedo-Kan (1903-1943)                            |
|            | HIER WOONDE HELENE LUSTBADER GEB. 1912 GEDEPORTEERD UIT WESTERBORK VERMOORD 30-9-1942 AUSCHWITZ                                                                                       | Ruyschstraat 32                         | Helene Lustbader (1912-1942)                                    |
|            | HIER WOONDE BERNARD LUZA GEB. 1903 LID VAN CPN GEARRESTEERD 12-11-1942 VEROORDEELD 7-1-1943 FELDKRIEGSGERICHT UTRECHT GEFUSILLEERD 15-2-1943 SCHIPHOL-AMSTERDAM                       | Christiaan de Wetstraat 36 III          | Bernard Luza (1903-1943)                                        |
|            | HIER WOONDE EVA LUZA GEB. 1928 GEDEPORTEERD 1943 UIT WESTERBORK VERMOORD 7-5-1943 SOBIBOR                                                                                             | Christiaan de Wetstraat 36 III          | Eva Luza (1928-1943)                                            |
|            | HIER WOONDE CLARA LUZA- VAN OS GEB. 1928 GEDEPORTEERD 1943 UIT WESTERBORK VERMOORD 7-5-1943 SOBIBOR                                                                                   | Christiaan de Wetstraat 36 III          | Clara Luza-van Os (1901-1943)                                   |
|            | HIER WOONDE LEVIE MEENTS GEARRESTEERD 26-5-1953 GEDEPORTEERD 1-6-1943 UIT WESTERBORK VERMOORD 4-6-1943 SOBIBOR                                                                        | Tugelaweg 10 huis                       | Levie Meents (1891-1943)                                        |
|            | HIER WOONDE FREDERIKA MEENTS-VEERMAN GEARRESTEERD 26-5-1953 GEDEPORTEERD 1-6-1943 UIT WESTERBORK VERMOORD 4-6-1943 SOBIBOR                                                            | Tugelaweg 10 huis                       | Frederika Meents-Veerman (1892-1943)                            |
|            | HIER WOONDE EMANUEL MEIJER GEB. 1884 GEDEPORTEERD 1943 UIT WESTERBORK VERMOORD 20-3-1943 SOBIBOR                                                                                      | Marcusstraat 11 II                      | Emanuel Meijer (1884-1943)                                      |
|            | HIER WOONDE JOËL MEIJER GEB. 1925 GEDEPORTEERD 1943 UIT WESTERBORK VERMOORD 20-3-1943 SOBIBOR                                                                                         | Marcusstraat 11 II                      | Joël Meijer (1884-1943)                                         |
|            | HIER WOONDE JOHANNES FREDERIK MEIJER GEB. 1883 VERZETSSTRIJDER GEARRESTEERD 12-6-1941 AMSTERDAM GEÏNTERNEERD AMERSFOORT / NEUENGAMME VERMOORD 31-5-1942 BERNBURG AKTION 14F13         |                                         | Johannes Frederik Meijer (1883-1942)                            |
|            | HIER WOONDE RACHEL MEIJER- ZIEKENOPPASSER GEB. 1884 GEDEPORTEERD 1943 UIT WESTERBORK VERMOORD 20-3-1943 SOBIBOR                                                                       | Marcusstraat 11 II                      | Rachel Meijer-Ziekenoppasser (1884-1943)                        |
|            | HIER WOONDE ARON JUDA MELJADO GEB. 1912 GEÏNTERNEERD 29-9-1943 GEDEPORTEERD 1943 UIT WESTERBORK VERMOORD 31-3-1944 AUSCHWITZ                                                          | Tweede Oosterparkstraat 77 III          | Aron Juda Meljado (1912-1944)                                   |
|            | HIER WOONDE ELISABETH MELJADO-BIERMAN GEB. 1914 GEÏNTERNEERD 29-9-1943 GEDEPORTEERD 16-11-1943 UIT WESTERBORK VERMOORD 19-11-1943 AUSCHWITZ                                           | Tweede Oosterparkstraat 77 III          | Elisabeth Meljado-Bierman (1914-1943)                           |
|            | HIER WOONDE BETSY MOLGO GEB. 1916 GEDEPORTEERD 1943 UIT WESTERBORK VERMOORD 17-3-1943 SOBIBOR                                                                                         | Christiaan de Wetstraat 4 I             | Betsy Molgo (1916-1943)                                         |
|            | HIER WOONDE CAREL MUIJS GEB. 1906 GEÏNTERNEERD 20-6-1943 GEDEPORTEERD UIT WESTERBORK VERMOORD 16-10-1943 AUSCHWITZ                                                                    | Transvaalstraat 64 I                    | Carel Muijs (1906-1943)                                         |
|            | HIER WOONDE RACHEL MUIJS-OUTS GEB. 1905 GEDEPORTEERD UIT WESTERBORK GEÏNTERNEERD 16-6-1943 AUSCHWITZ RAVENSBRÜCK BEVRIJD                                                              | Transvaalstraat 64 I                    | Rachel Muijs-Outs (1905-1999)                                   |
|            | HIER WOONDE ALFRED-ALEX NOACH GEB. 1920 GEARRESTEERD 1942 DACHAU VERMOORD 30.4.1945                                                                                                   | Ruyschstraat 100                        | Alfred-Alex Noach (1920-1945)                                   |
|            | HIER WOONDE HARRY NOACH GEB. 1923 GEARRESTEERD 1942 MIDDEN-EUROPA VERMOORD 31.3.1944                                                                                                  | Ruyschstraat 100                        | Harry Noach (1923-1944)                                         |
|            | HIER WOONDE ROSA NOACH GEB. 1928 DEPORTATIE 18.5.1943 UIT WESTERBORK VERMOORD 21.5.1943 SOBIBOR                                                                                       | Ruyschstraat 100                        | Rosa Noach (1928-1943)                                          |
|            | HIER WOONDE SAMUEL NOACH GEB. 1932 DEPORTATIE 18.5.1943 UIT WESTERBORK VERMOORD 21.5.1943 SOBIBOR                                                                                     | Ruyschstraat 100                        | Samuel Noach (1932-1943)                                        |
|            | HIER WOONDE WALTER NOACH GEB. 1925 ONDERGEDOKEN | Ruyschstraat 100                        | Walter Noach (1925-1946)                                        |
|            | HIER WOONDE MOZES NOL GEB. 1911 GEDEPORTEERD 1943 UIT WESTERBORK VERMOORD 19-11-1943 AUSCHWITZ                                                                                        | Linnaeusparkweg 79                      | Mozes Nol (1911-1943)                                           |
|            | HIER WOONDE HELENA GRUNWALD- NOL GEB. 1912 GEDEPORTEERD UIT WESTERBORK VERMOORD 19-11-1943 AUSCHWITZ                                                                                  | Linnaeusparkweg 79                      | Helene Felza Nol-Grünwald (1912-1943)                           |
|            | HIER WOONDE SUSANNA NOL- VAN DER SLUIS GEB. 1889 GEDEPORTEERD 1943 UIT WESTERBORK VERMOORD 27-8-1943 AUSCHWITZ                                                                        | Linnaeusparkweg 79                      | Susanna Nol-van der Sluis (1889-1943)                           |
|            | HIER WOONDE JACOB NOORT GEB. 1883 GEÏNTERNEERD 11-11-1942 GEDEPORTEERD UIT WESTERBORK VERMOORD 19-11-1942 AUSCHWITZ                                                                   | Swammerdamstraat 39 h                   | Jacob Noort (1883-1942)                                         |
|            | HIER WOONDE DEBORA 'IDA' NOORT-ZOMERPLAAG GEB. 1892 GEÏNTERNEERD 11-11-1942 GEDEPORTEERD UIT WESTERBORK VERMOORD 19-11-1942 AUSCHWITZ                                                 | Swammerdamstraat 39 h                   | Debora Noort-Zomerplaag ook Ida (1892-1942)                     |
|            | HIER WOONDE MIRJAM NOOT-PINTO GEB. 1856 VERMOORD 23-4-1943 SOBIBOR | Cronjéstraat 7 huis                     | Mirjam Noot-Pinto (1856-1943)                                   |
|            | HIER WOONDE JACOB OUTS GEB. 1907 GEÏNTERNEERD 20-1-1943 VUGHT GEDEPORTEERD 1943 UIT WESTERBORK VERMOORD 31-1-1944 AUSCHWITZ                                                           | Transvaalstraat 44 I                    | Jacob Outs (1907–1944)                                          |
|            | HIER WOONDE MARIANNA OUTS-KOOKER GEB. 1907 GEÏNTERNEERD 20-1-1943 VUGHT GEDEPORTEERD 1943 UIT WESTERBORK VERMOORD 31-1-1944 AUSCHWITZ                                                 | Transvaalstraat 44 I                    | Marianna Outs-Kooker (1907–1944)                                |
|            | HIER WOONDE DAVID DE PAAUW GEB. 1909 GEDEPORTEERD 1944 UIT WESTERBORK VERMOORD 15-3-1945 MIDDEN-EUROPA                                                                                | Ben Viljoenstraat 13 II                 | David de Paauw (1909-1945)                                      |
|            | HIER WOONDE FLORA 'FLOORTJE' DE PAAUW GEB. 1933 GEDEPORTEERD 1944 UIT WESTERBORK VERMOORD 6-9-1944 AUSCHWITZ                                                                          | Ben Viljoenstraat 13 II                 | Flora de Paauw (1933-1944)                                      |
|            | HIER WOONDE JACOB DE PAAUW GEB. 1897 GEDEPORTEERD UIT WESTERBORK VERMOORD 31.7.1944 MIDDEN-EUROPA                                                                                     | Javastraat 87 II Zeeburg                | Jacob de Paauw (1897-1944)                                      |
|            | HIER WOONDE SAMUEL DE PAAUW GEB. 1921 GEDEPORTEERD UIT WESTERBORK VERMOORD 31.5.1944 AUSCHWITZ                                                                                        | Javastraat 87 II Zeeburg                | Samuel de Paauw (1921-1944)                                     |
|            | HIER WOONDE WILLEM DE PAAUW GEB. 1934 GEDEPORTEERD 1944 UIT WESTERBORK VERMOORD 6-9-1944 AUSCHWITZ                                                                                    | Ben Viljoenstraat 13 II                 | Willem de Paauw (1934-1944)                                     |
|            | HIER WOONDE SOPHIE DE PAAUW- HEILBRON GEB. 1912 GEDEPORTEERD 1944 UIT WESTERBORK VERMOORD 6-9-1944 AUSCHWITZ                                                                          | Ben Viljoenstraat 13 II                 | Sophie de Paauw-Heilbron (1912-1944)                            |
|            | HIER WOONDE GRIETJE PHILIPS-SLIER GEB. 1893 GEÏNTERNEERD 11-11-1942 GEDEPORTEERD 2-2-1943 UIT WESTERBORK VERMOORD 5-2-1943 AUSCHWITZ                                                  | Vrolikstraat 92 huis                    | Grietje Philips-Slier (1893-1943)                               |
|            | HIER WOONDE DANIËL PILLER GEB. 1880 GEDEPORTEERD 1943 UIT WESTERBORK VERMOORD 2-7-1943 SOBIBOR                                                                                        | Tugelaweg 24 II                         | Daniël Piller (1880-1943)                                       |
|            | HIER WOONDE FREDERIK PILLER GEB. 1919 GEARRESTEERD 11-11-1942 AMSTERDAM GEARRESTEERD 11-11-1942 SCHEVENINGEN GEDEPORTEERD 1942 UIT WESTERBORK VERMOORD 17-2-1943 AUSCHWITZ            | Tugelaweg 24 II                         | Frederik Piller (1919-1943)                                     |
|            | HIER WOONDE ARLETTE IRENE PINTO GEB. 1929 GEDEPORTEERD UIT WESTERBORK VERMOORD 9-7-1943 SOBIBOR                                                                                       | Transvaalplein 6 boven                  | Alette Irene Pinto (1929-1943)                                  |
|            | HIER WOONDE LEVIE PINTO GEB. 1897 GEDEPORTEERD UIT WESTERBORK VERMOORD 4-6-1943 SOBIBOR                                                                                               | Transvaalplein 6 boven                  | Levie Pinto (1897-1943)                                         |
|            | HIER WOONDE ROBERT WALTER PINTO GEB. 1926 GEDEPORTEERD UIT WESTERBORK VERMOORD 9-7-1943 SOBIBOR                                                                                       | Transvaalplein 6 boven                  | Robert Walter Pinto (1926-1943)                                 |
|            | HIER WOONDE ROZA PINTO- BACHRACH GEB. 1910 GEDEPORTEERD UIT WESTERBORK VERMOORD 4-6-1943 SOBIBOR                                                                                      | Transvaalplein 6 boven                  | Roza Pinto-Bachrach (1901-1943)                                 |
|            | HIER WOONDE GERRIT POLAK GEB. 1897 GEÏNTERNEERD 11-3-1944 GEDEPORTEERD 1944 UIT WESTERBORK VERMOORD 31-8-1944 MIDDEN-EUROPA                                                           | Linnaeuskade 32 II                      | Gerrit Polak (1897-1944)                                        |
|            | HIER WOONDE JOSEPH AUGUST POLAK GEB. 1915 GEÏNTERNEERD 27-7-1944 GEDEPORTEERD UIT WESTERBORK VERMOORD 30-9-1944 AUSCHWITZ                                                             | Newtonstraat 23 huis                    | Joseph August Jean Polak (1915-1944)                            |
|            | HIER WOONDE JUDA ALEXANDER POLAK GEB. 1883 GEÏNTERNEERD 4-10-1942 GEDEPORTEERD UIT WESTERBORK VERMOORD 26-10-1942 AUSCHWITZ                                                           | Newtonstraat 23 huis                    | Juda Alexander Polak (1883-1942)                                |
|            | HIER WOONDE SELINA POLAK GEB. 1933 VERMOORD 19.11.1943 AUSCHWITZ | Blasiusstraat 94 II                     | Selina Polak (1933-1943)                                        |
|            | HIER WOONDE SOPHIA POLAK-HEERTJE GEB. 1877 GEÏNTERNEERD 15-5-1943 GEDEPORTEERD UIT WESTERBORK VERMOORD 21-5-1943 SOBIBOR                                                              | Newtonstraat 23 huis                    | Sophia Polak-Heertje (1877-1943)                                |
|            | HIER WOONDE ROOSJE POLAK-RABBIE GEB. 1892 GEÏNTERNEERD 11-3-1944 GEDEPORTEERD 1944 UIT WESTERBORK VERMOORD 26-3-1944 AUSCHWITZ                                                        | Linnaeuskade 32 II                      | Roosje Polak-Rabbie (1892-1944)                                 |
|            | HIER WOONDE EMILE POPPELSDORF GEB. 1909 GEARRESTEERD 18-7-1942 GEDEPORTEERD 1943 UIT WESTERBORK VERMOORD 16-7-1943 SOBIBOR                                                            | Retiefstraat 72 II                      | Emile Poppelsdorf (1909-1943)                                   |
|            | HIER WOONDE SELLIE POPPELSDORF- LAKMAKER GEB. 1902 GEARRESTEERD 3-10-1942 GEDEPORTEERD 1943 UIT WESTERBORK VERMOORD 11-6-1943 SOBIBOR                                                 | Retiefstraat 72 II                      | Sellie Poppelsdorf-Lakmaker (1902-1943)                         |
|            | HIER WOONDE BENNO BAREND REISEL GEB. 1908 GEARRESTEERD 20-6-1943 GEDEPORTEERD UIT WESTERBORK VERMOORD 9-7-1943 SOBIBOR                                                                | Ruyschstraat 44 huis                    | Benno Barend Reisel (1908-1943)                                 |
|            | HIER WOONDE MARY MIRJAM REISEL GEB. 1925 GEARRESTEERD 20-6-1943 GEDEPORTEERD UIT WESTERBORK VERMOORD 16-7-1943 SOBIBOR                                                                | Ruyschstraat 44 huis                    | Mary Mirjam Reisel (1925-1943)                                  |
|            | HIER WOONDE PICHAS WOLF REISEL GEB. 1881 GEARRESTEERD 20-6-1943 GEDEPORTEERD UIT WESTERBORK VERMOORD 2-7-1943 SOBIBOR                                                                 | Ruyschstraat 44 huis                    | Pinchas Wolf Reisel (1881-1943)                                 |
|            | HIER WOONDE SONIE REISEL- WIGDOROWITZ GEB. 1884 GEARRESTEERD 20.6.1943 GEDEPORTEERD UIT WESTERBORK VERMOORD 2-7-1943 SOBIBOR                                                          | Ruyschstraat 44 huis                    | Sonie Reisel-Wigdorowitz (1884-1943)                            |
|            | HIER WOONDE DAVID ROCO GEB. 1901 GEÏNTERNEERD 3-10-1942 GEDEPORTEERD 9-10-1942 UIT WESTERBORK VERMOORD 31-10-1942 AUSCHWITZ                                                           | Schalk Burgerstraat 26 II               | David Roco (1901–1942)                                          |
|            | HIER WOONDE DAVID ROCO GEB. 1925 GEÏNTERNEERD 22-7-1942 GEDEPORTEERD 31-7-1942 UIT WESTERBORK VERMOORD 18-8-1942 AUSCHWITZ                                                            | Schalk Burgerstraat 26 II               | Jonas Roco (1925–1942)                                          |
|            | HIER WOONDE REBECCA ROCO GEB. 1933 GEÏNTERNEERD 3-10-1942 GEDEPORTEERD 9-10-1942 UIT WESTERBORK VERMOORD 11-10-1942 AUSCHWITZ                                                         | Schalk Burgerstraat 26 II               | Rebecca Roco (1933–1942)                                        |
|            | HIER WOONDE SARA ROCO GEB. 1928 GEÏNTERNEERD 3-10-1942 GEDEPORTEERD 9-10-1942 UIT WESTERBORK VERMOORD 11-10-1942 AUSCHWITZ                                                            | Schalk Burgerstraat 26 II               | Sara Roco (1928–1942)                                           |
|            | HIER WOONDE AALTJE ROCO-ALDEWERELD GEB. 1902 GEÏNTERNEERD 3-10-1942 GEDEPORTEERD 9-10-1942 UIT WESTERBORK VERMOORD 11-10-1942 AUSCHWITZ                                               | Schalk Burgerstraat 26 II               | Aaltje Roco-Aldewereld (1902–1942)                              |
|            | HIER WOONDE ISRAEL RODRIGUES GEB. 1888 GEDEPORTEERD 1944 UIT WESTERBORK VERMOORD 28-1-1944 AUSCHWITZ                                                                                  | Eerste Atjehstraat 98 huis Zeeburg      | Israël Rodrigues (1888–1944)                                    |
|            | HIER WOONDE SAMUEL RODRIGUES GEB. 1925 GEDEPORTEERD 1944 UIT WESTERBORK VERMOORD 31-5-1944 AUSCHWITZ                                                                                  | Eerste Atjehstraat 98 huis Zeeburg      | Samuel Rodrigues (1925–1944)                                    |
|            | HIER WOONDE SARA RODRIGUES- ROODENBURG GEB. 1894 GEDEPORTEERD 1944 UIT WESTERBORK VERMOORD 28-1-1944 AUSCHWITZ                                                                        | Eerste Atjehstraat 98 huis Zeeburg      | Sara Rodrigues-Roodenburg (1894–1944)                           |
|            | HIER WOONDE ELKAN ROE GEB. 1911 GEDEPORTEERD UIT WESTERBORK VERMOORD 16-7-1943 SOBIBOR                                                                                                | Pretoriusstraat 37 huis                 | Elkan Roe (1911-1943)                                           |
|            | HIER WOONDE SARA ROE-BLOK GEB. 1904 GEDEPORTEERD UIT WESTERBORK VERMOORD 16-7-1943 SOBIBOR                                                                                            | Pretoriusstraat 37 huis                 | Sara Roe-Blok (1904-1943)                                       |
|            | HIER WOONDE HARTOG DE ROOIJ GEB. 1878 GEDEPORTEERD UIT WESTERBORK VERMOORD 23-11-1942 AUSCHWITZ                                                                                       | Gorontalostraat 24 II Zeeburg           | Hartog de Rooij (1878–1942)                                     |
|            | HIER WOONDE ABRAHAM SIMON ROOT GEB. 1918 GEÏNTERNEERD 16-4-1943 VUGHT GEDEPORTEERD 6-7-1943 UIT WESTERBORK VERMOORD 9-7-1943 SOBIBOR                                                  | Tugelaweg 24 II                         | Abraham Simon Root (1918-1943)                                  |
|            | HIER WOONDE JOSEPH ROOT GEB. 1890 GEDEPORTEERD 1942 UIT WESTERBORK VERMOORD 8-10-1942 AUSCHWITZ                                                                                       | Transvaalkade 113 boven                 | Joseph Root (1890–1942)                                         |
|            | HIER WOONDE BETJE ROOT-HILDESHEIM GEB. 1892 GEDEPORTEERD 1942 UIT WESTERBORK VERMOORD 8-10-1942 AUSCHWITZ                                                                             | Transvaalkade 113 boven                 | Betje Root-Hildesheim (1892–1942)                               |
|            | HIER WOONDE GRETA ROOT-PILLER GEB. 1917 GEÏNTERNEERD 16-4-1943 VUGHT GEDEPORTEERD 6-7-1943 UIT WESTERBORK VERMOORD 9-7-1943 SOBIBOR                                                   | Tugelaweg 24 II                         | Greta Root-Piller (1917-1943)                                   |
|            | HIER WOONDE KEETJE ROOT-VAN DER KAR GEB. 1915 GEÏNTERNEERD 25-4-1942 GEDEPORTEERD 30-11-1942 UIT WESTERBORK VERMOORD 3-12-1943 AUSCHWITZ                                              | Eerste Oosterparkstraat 206 huis        | Keetje Root-van der Kar (1915-1943)                             |
|            | HIER WOONDE JOSEPH ROSELAAR GEB. 1889 GEARRESTEERD 6.8.1942 GEDEPORTEERD UIT WESTERBORK VERMOORD 30.9.1942 AUSCHWITZ                                                                  | Transvaalkade 54A                       | Joseph Roselaar (1895-1945)                                     |
|            | HIER WOONDE MARIANNE ROSELAAR- THEEBOOM GEB. 1885 GEARRESTEERD 6.8.1942 GEDEPORTEERD UIT WESTERBORK VERMOORD 9.8.1942 AUSCHWITZ                                                       | Transvaalkade 54A                       | Marianne Roselaar-Theeboom (1885-1942)                          |
|            | HIER WOONDE JAKOB ROSENBLATT GEB. 1906 GEDEPORTEERD UIT WESTERBORK VERMOORD 24-9-1943 AUSCHWITZ                                                                                       | Ruyschstraat 32 II                      | Jakob Rosenblatt (1906-1943)                                    |
|            | HIER WOONDE BERTA ROSENBLATT- LUSTBADER GEB. 1909 GEDEPORTEERD UIT WESTERBORK VERMOORD 24-9-1943 AUSCHWITZ                                                                            | Ruyschstraat 32                         | Berta Rosenblatt-Lustbader (1909-1943)                          |
|            | HIER WOONDE JACOB SALOMONS GEB. 1875 GEDEPORTEERD 1943 UIT WESTERBORK VERMOORD 7-5-1943 SOBIBOR                                                                                       | Grensstraat 19 boven                    | Jacob Salomons (1875-1943)                                      |
|            | HIER WOONDE SIENTJE SALOMONS-POLAK GEB. 1871 GEDEPORTEERD 1943 UIT WESTERBORK VERMOORD 7-5-1943 SOBIBOR                                                                               | Grensstraat 19 boven                    | Sientje Salomons-Polak (1871-1943)                              |
|            | HIER WOONDE MOZES SARFATY GEB. 1874 GEDEPORTEERD UIT WESTERBORK VERMOORD 26-2-1943 AUSCHWITZ                                                                                          | Hofmeyrstraat 28 II                     | Mozes Sarfatij (1874-1943)                                      |
|            | HIER WOONDE SALOMON SARFATY GEB. 1885 GEARRESTEERD RAZZIA 1943 GEDEPORTEERD UIT WESTERBORK VERMOORD 2-7-1943 SOBIBOR                                                                  | Joubertstraat 24                        | Salomon Sarfatij (1885-1943)                                    |
|            | HIER WOONDE SIENTJE SARFATY- HERZ GEB. 1885 GEARRESTEERD RAZZIA 1943 GEDEPORTEERD UIT WESTERBORK VERMOORD 2-7-1943 SOBIBOR                                                            | Joubertstraat 24                        | Sientj Sarfatij-Herz (1885-1943)                                |
|            | HIER WOONDE CORNELIA SARFATY-MELKMAN GEB. 1874 GEDEPORTEERD UIT WESTERBORK VERMOORD 26-2-1943 AUSCHWITZ                                                                               | Hofmeyrstraat 28 II                     | Cornelia Sarfatij-Melkman (1874-1943)                           |
|            | HIER WOONDE ABRAHAM SCHUIT GEB. 1863 VERMOORD 23-5-1943 SOBIBOR | Afrikanerplein 146 II                   | Abraham Schuit (1863-1943)                                      |
|            | ALIDA MATHILDA SEALTIEL GEB. 28-6-1943 WESTERBORK GEDEPORTEERD VERMOORD 24-9-1943 AUSCHWITZ                                                                                           | Pretoriusstraat 16 huis                 | Alida Mathilda Sealtiel (1943-1943)                             |
|            | HIER WOONDE MAURITS SEALTIEL GEB. 1918 GEÏNTERNEERD 26-5-1943 GEDEPORTEERD 1943 UIT WESTERBORK VERMOORD 8-1-1944 AUSCHWITZ                                                            | Pretoriusstraat 16 huis                 | Maurits Sealtiel (1918-1944)                                    |
|            | HIER WOONDE SAMUEL SEALTIEL GEB. 1917 GEÏNTERNEERD 26-8-1942 GEDEPORTEERD UIT WESTERBORK VERMOORD 15-12-1942 SPYTKOWICE                                                               | Pretoriusstraat 16 huis                 | Samuel Sealtiel (1917-1942)                                     |
|            | HIER WOONDE JANSJE SEALTIEL- GROENSTADT GEB. 1921 GEÏNTERNEERD 28-6-1943 GEDEPORTEERD UIT WESTERBORK VERMOORD 24-9-1943 AUSCHWITZ                                                     | Pretoriusstraat 16 huis                 | Jansje Sealtiel-Groenstadt (1921-1943)                          |
|            | HIER WOONDE RACHEL SEALTIEL GRÜNWALD GEB. 1909 GEDEPORTEERD UIT WESTERBORK VERMOORD 23-4-1943 SOBIBOR                                                                                 | Pretoriusstraat 16 huis                 | Rachel Sealtiel Grünwald (1909-1943)                            |
|            | HIER WOONDE ELISABETH SEALTIEL- ONDERWIJZER GEB. 1915 GEÏNTERNEERD 26-8-1942 GEDEPORTEERD UIT WESTERBORK VERMOORD 31-8-1942 AUSCHWITZ                                                 | Pretoriusstraat 16 huis                 | Elisabeth Sealtiel-Onderwijzer (1915-1942)                      |
|            | HIER WOONDE ANDRIES SLAGTER GEB. 1908 GEDEPORTEERD 1942 UIT WESTERBORK VERMOORD 28-2-1943 MONOWITZ                                                                                    | Tweede Oosterparkstraat 69 huis         | Andries Slagter (1908-1943)                                     |
|            | HIER WOONDE ELISABETH SLAGTER GEB. 1939 GEDEPORTEERD UIT WESTERBORK VERMOORD 21-5-1943 SOBIBOR                                                                                        | Tweede Oosterparkstraat 69 huis         | Elisabeth Slagter (1939-1943)                                   |
|            | HIER WOONDE JEANETTE SLAGTER GEB. 1931 GEDEPORTEERD UIT WESTERBORK VERMOORD 21-5-1943 SOBIBOR                                                                                         | Tweede Oosterparkstraat 69 huis         | Jeanette Slagter (1931-1943)                                    |
|            | HIER WOONDE SALOMON SLAGTER GEB. 1933 GEDEPORTEERD UIT WESTERBORK VERMOORD 21-5-1943 SOBIBOR                                                                                          | Tweede Oosterparkstraat 69 huis         | Salomon Slagter (1933-1943)                                     |
|            | HIER WOONDE MARTHA SLAGTER-PAIS GEB. 1909 GEDEPORTEERD UIT WESTERBORK VERMOORD 21-5-1943 SOBIBOR                                                                                      | Tweede Oosterparkstraat 69 huis         | Martha Slagter-Pais (1909-1943)                                 |
|            | HIER WOONDE SOPHIA SLAP GEB. 1918 VERMOORD 3-12-1942 AUSCHWITZ | Bataviastraat 75 II Zeeburg             | Sophia Slap (1918-1942)                                         |
|            | HIER WOONDE DEBORAH SLIER GEB. 1896 GEÏNTERNEERD 12-1-1943 GEDEPORTEERD 18-1-1943 UIT WESTERBORK VERMOORD 21-1-1943 AUSCHWITZ                                                         | Vrolikstraat 291 II                     | Deborah Slier (1896-1943)                                       |
|            | HIER WOONDE DUIFJE SLIER GEB. 1891 GEÏNTERNEERD 30-1-1943 GEDEPORTEERD 9-2-1943 UIT WESTERBORK VERMOORD 12-2-1943 AUSCHWITZ                                                           | Vrolikstraat 291 II                     | Duifje Slier (1891-1943)                                        |
|            | HIER WOONDE BETJE SLIER-BENJAMINS GEB. 1862 GEÏNTERNEERD 2-2-1943 OVERLEDEN 17-2-1943 WESTERBORK                                                                                      | Vrolikstraat 291 II                     | Betje Slier-Benjamins (1862-1943)                               |
|            | HIER WOONDE SOPHIE SLIER- ROSELAAR GEB. 1916 GEARRESTEERD 1.10.1942 GEDEPORTEERD UIT WESTERBORK VERMOORD 8.10.1942 AUSCHWITZ                                                          | Transvaalkade 54A                       | Sophie Slier-Roselaar (1916-1942)                               |
|            | HIER WOONDE LEVI VAN DER SLUIS GEB. 1917 VERMOORD 4-6-1943 SOBIBOR | Afrikanerplein 132-138 (voorheen 40)    | Levi van der Sluis (1917-1943)                                  |
|            | HIER WOONDE REBECCA COHEN GEB. 1920 VERMOORD 4-6-1943 SOBIBOR | Afrikanerplein 132-138 (voorheen 40)    | Rebecca van der Sluis-Cohen (1920-1943)                         |
|            | HIER WOONDE JACOB SMEER GEB. 1904 GEARRESTEERD 11-11-1942 GEDEPORTEERD 25-5-1943 UIT WESTERBORK VERMOORD 28-5-1943 SOBIBOR                                                            | Formosastraat 41-59 Zeeburg             | Jacob Smeer (1904-1943)                                         |
|            | HIER WOONDE RUDI TILLY SPEIJER GEB. 1929 GEÏNTERNEERD 9-12-1943 GEDEPORTEERD 1944 UIT WESTERBORK VERMOORD 28-1-1944 AUSCHWITZ                                                         | Transvaalkade 83 huis                   | Rudi Tilly Speijer (1929-1944)                                  |
|            | HIER WOONDE SIEGFRIED HEIN SPEIJER GEB. 1927 GEARRESTEERD 25-5-1943 GEDEPORTEERD UIT WESTERBORK VERMOORD 2-7-1943 SOBIBOR                                                             | Transvaalkade 83 huis                   | Siegfried Hein Speijer (1927-1943)                              |
|            | HIER WOONDE ELISABETH SPEIJER-GERRITSE GEB. 1899 GEÏNTERNEERD 9-12-1943 GEDEPORTEERD 1944 UIT WESTERBORK VERMOORD 28-1-1944 AUSCHWITZ                                                 | Transvaalkade 83 huis                   | Elisabeth Speijer-Gerritse (1899-1944)                          |
|            | HIER WOONDE ELIAS SPREEKMEESTER GEB. 1898 GEARRESTEERD 19-2-1943 GEDEPORTEERD 1943 UIT VUGHT VERMOORD 31-1-1944 AUSCHWITZ                                                             | Danie Theronstraat 29 II                | Elias Spreekmeester (1898-1944)                                 |
|            | HIER WOONDE ELMA SARA STIBBE- VAN ADELSBERG GEB. 1925 ONDERGEDOKEN 20-9-1943 WAGENINGEN SCHERPENZEEL BEVRIJD                                                                          | Ruyschstraat 27                         | Elma Sara Stibbe-van Adelsberg (1925-)                          |
|            | HIER WOONDE ADRIAAN STIERMAN GEB. 1911 VERZETSSTRIJDER VERMOORD 19-8-1944 VUGHT | Ringdijk 29a                            | Adriaan Stierman (1911-1944)                                    |
|            | HIER WOONDE ARON STUIVER GEB. 1898 GEDEPORTEERD UIT WESTERBORK VERMOORD 24.9.1943 AUSCHWITZ                                                                                           | Ruyschstraat 118                        | Aron Stuiver (1898-1943)                                        |
|            | HIER WOONDE HIJMAN STUIVER GEB. 1927 GEDEPORTEERD UIT WESTERBORK VERMOORD 5.4.1944 AUSCHWITZ                                                                                          | Ruyschstraat 118                        | Hijman Stuiver (1927-1944)                                      |
|            | HIER WOONDE SIMCHA STUIVER GEB. 1932 GEDEPORTEERD UIT WESTERBORK VERMOORD 24.9.1943 AUSCHWITZ                                                                                         | Ruyschstraat 118                        | Simcha Stuiver (1932-1943)                                      |
|            | HIER WOONDE ROOSJE STUIVER- WINNIK GEB. 1902 GEDEPORTEERD UIT WESTERBORK VERMOORD 24.9.1943 AUSCHWITZ                                                                                 | Ruyschstraat 118                        | Roosje Stuiver-Winnik (1902-1943)                               |
|            | HIER WOONDE ELISABETH SWART GEB. 1941 VERMOORD 8-5-1943 SOBIBOR | Blasiusstraat 133 I                     | Elisabeth Swart (1941-1943)                                     |
|            | HIER WOONDE ISAÄC SWART GEB. 1888 VERMOORD 15-12-1943 AUSCHWITZ | Vrolikstraat 114 I                      | Isaäc Swart (1888-1943)                                         |
|            | HIER WOONDE SAMUEL SWART GEB. 1920 GEÏNTERNEERD AMERSFOORT BEZWEKEN 17-1-1943 | Blasiusstraat 133 I                     | Samuel Swart (1920-1943)                                        |
|            | HIER WOONDE KEETJE SWART-DE BRAVE GEB. 1920 VERMOORD 28-5-1943 SOBIBOR | Blasiusstraat 133 I                     | Keetje Swart-de Brave (1920-1943)                               |
|            | HIER WOONDE ELISABETH SWART-GANS GEB. 1890 VERMOORD 14-5-1943 SOBIBOR | Vrolikstraat 114 I                      | Elisabeth Swart-Gans (1890-1943)                                |
|            | HIER WOONDE ELIAS ABRAHAM SZLADKOWSKI GEB. 1937 GEARRESTEERD 16.3.1943 GEDEPORTEERD UIT VUGHT VERMOORD 11.6.1943 SOBIBOR                                                              | Ruyschstraat 24                         | Elias Abraham Szladkowski (1937-1943)                           |
|            | HIER WOONDE HERSZ SZLADKOWSKI GEB. 1907 ŁODZ GEARRESTEERD 16.3.1943 GEDEPORTEERD UIT VUGHT VERMOORD 18.11.1943 AUSCHWITZ                                                              | Ruyschstraat 24                         | Hersz Szladkowski (1907-1943)                                   |
|            | HIER WOONDE SAMUEL HENRI SZLADKOWSKI GEB. 1932 BRUSSEL GEARRESTEERD 16.3.1943 GEDEPORTEERD UIT VUGHT VERMOORD 11.6.1943 SOBIBOR                                                       | Ruyschstraat 24                         | Samuel Henri Szladkowski (1932-1943)                            |
|            | HIER WOONDE LIBA SZLADKOWSKI- WAJSBERG GEB. 1907 ŁODZ GEARRESTEERD 16.3.1943 GEDEPORTEERD UIT VUGHT VERMOORD 11.6.1943 SOBIBOR                                                        | Ruyschstraat 24                         | Liba Szladkowski-Wajsberg (1907-1943)                           |
|            | HIER WOONDE KATY TERTAAS GEB. 1936 ONDERGEDOKEN JUN-1943 AMSTERDAM BEVRIJD | Camperstraat 3 II                       | Katy Tertaas (1936-1970)                                        |
|            | HIER WOONDE PHILIP TERTAAS GEB. 1899 GEDEPORTEERD 1943 UIT WESTERBORK VERMOORD 9-7-1943 SOBIBOR                                                                                       | Camperstraat 3 II                       | Philip Tertaas (1899-1943)                                      |
|            | HIER WOONDE RACHEL TERTAAS GEB. 1929 GEDEPORTEERD 1943 UIT WESTERBORK VERMOORD 9-7-1943 SOBIBOR                                                                                       | Camperstraat 3 II                       | Rachel Tertaas (1929-1943)                                      |
|            | HIER WOONDE ISABELLA TERTAAS-FRANK GEB. 1904 GEDEPORTEERD 1943 UIT WESTERBORK VERMOORD 9-7-1943 SOBIBOR                                                                               | Camperstraat 3 II                       | Isabella Tertaas-Frank (1904-1943)                              |
|            | HIER WOONDE SIPPORA TROOSTWIJK GEB. 1904 GEÏNTERNEERD 25-8-1943 GEDEPORTEERD UIT WESTERBORK VERMOORD 3-9-1943 AUSCHWITZ                                                               | Kraaipanstraat 29 huis                  | Sippora Troostwijk (1904-1943)                                  |
|            | HIER WOONDE MATJE TROOSTWIJK- VAN THIJN GEB. 1870 GEÏNTERNEERD 18-11-1942 GEDEPORTEERD UIT WESTERBORK VERMOORD 27-11-1942 AUSCHWITZ                                                   | Kraaipanstraat 29 huis                  | Matje Troostwijk-van Thijn (1870-1942)                          |
|            | HIER WOONDE DAVID VALENSA GEB. 1915 GEDEPORTEERD 1943 UIT WESTERBORK VERMOORD 4-6-1943 SOBIBOR                                                                                        | President Steynplantsoen 3 II           | David Valensa (1915-1943)                                       |
|            | HIER WOONDE EMANUËL VALENSA GEB. 1919 GEDEPORTEERD 1942 UIT WESTERBORK VERMOORD 31-1-1943 AUSCHWITZ                                                                                   | Transvaalstraat 92 III                  | Emanuël Valensa (1919-1943)                                     |
|            | HIER WOONDE EZECHIËL VALENSA GEB. 1920 GEDEPORTEERD 1943 UIT WESTERBORK VERMOORD 31-3-1944 MIDDEN-EUROPA                                                                              | Krugerstraat 3 III                      | Ezechiël Valensa (1920-1944)                                    |
|            | HIER WOONDE JACOB VALENSA GEB. 1889 GEDEPORTEERD 1942 UIT WESTERBORK VERMOORD 30-9-1942 AUSCHWITZ                                                                                     | Krugerstraat 3 III                      | Jacob Valensa (1889-1942)                                       |
|            | HIER WOONDE JACOB VALENSA GEB. 1922 GEARRESTEERD 16-6-1943 GEÏNTERNEERD VUGHT, WESTERBORK GEDEPORTEERD VERMOORD 23-7-1943 SOBIBOR                                                     | Krugerstraat 3 III                      | Jacob Valensa (1922-1943)                                       |
|            | HIER WOONDE REBECCA VALENSA- DE GROOT GEB. 1882 GEDEPORTEERD 1943 UIT WESTERBORK VERMOORD 13-3-1943 SOBIBOR                                                                           | Krugerstraat 3 III                      | Rebecca Valensa-de Groot (1882-1943)                            |
|            | HIER WOONDE ESTHER VALENSA- SCHUITEVOERDER GEB. 1916 GEDEPORTEERD 1943 UIT WESTERBORK VERMOORD 4-6-1943 SOBIBOR                                                                       | President Steynplantsoen 3 II           | Esther Valensa-Schuitevoerder (1916-1943)                       |
|            | HIER WOONDE JOHANNA VALENSA- SEALTIËL GEB. 1923 GEARRESTEERD 16-6-1943 GEÏNTERNEERD VUGHT, WESTERBORK GEDEPORTEERD VERMOORD 23-7-1943 SOBIBOR                                         | Krugerstraat 13 I                       | Johanna Valensa-Sealtiël (1923-1943)                            |
|            | HIER WOONDE FRIEDA VALENSA- VISKOOP GEB. 1919 GEDEPORTEERD 1942 UIT WESTERBORK VERMOORD 12-10-1942 AUSCHWITZ                                                                          | Transvaalstraat 92 III                  | Frieda Valensa-Viskoop (1919-1942)                              |
|            | HIER WOONDE ISIDOOR VAS DIAS GEB. 1921 GEDEPORTEERD 1942 UIT WESTERBORK VERMOORD 2-1-1943 AUSCHWITZ                                                                                   | Christiaan de Wetstraat 4 I             | Isidoor Vas Dias (1921-1943)                                    |
|            | HIER WOONDE JOOST VAZ DIAS GEB. 1914 GEDEPORTEERD 1943 UIT WESTERBORK VERMOORD 31-10-1943 SOBIBOR                                                                                     | Transvaalplein 1                        | Joost Vaz Dias (1914–1943)                                      |
|            | HIER WOONDE DINA VAZ DIAS- OKKER GEB. 1887 GEDEPORTEERD 1943 UIT WESTERBORK VERMOORD 4-6-1943 SOBIBOR                                                                                 | Transvaalplein 1                        | Dina Vaz Dias-Okker (1887–1943)                                 |
|            | HIER WOONDE CLARA VAN VELZEN GEB. 1924 GEDEPORTEERD UIT WESTERBORK VERMOORD 30-9-1942 AUSCHWITZ-BIRKENAU                                                                              | Krugerstraat 25 I                       | Clara van Velzen (1924–1942)                                    |
|            | HIER WOONDE MEIJER VAN VELZEN GEB. 1899 GEDEPORTEERD UIT WESTERBORK VERMOORD 23-7-1943 SOBIBOR                                                                                        | Krugerstraat 25 I                       | Meijer van Velzen (1899–1943)                                   |
|            | HIER WOONDE SALOMON VAN VELZEN GEB. 1921 GEDEPORTEERD UIT WESTERBORK VERMOORD 15-3-1945 DODENMARS MIDDEN-EUOPA                                                                        | Krugerstraat 25 I                       | Salomon van Velzen (1921–1945)                                  |
|            | HIER WOONDE MARGARETHA VAN VELZEN-NOVA GEB. 1903 GEDEPORTEERD UIT WESTERBORK VERMOORD 23-7-1943 SOBIBOR                                                                               | Krugerstraat 25 I                       | Margaretha van Velzen-Nova (1903–1943)                          |
|            | HIER WOONDE CARRY JOSEPHINA VERDONER GEB. 2X-5-1942 GEDEPORTEERD 1944 UIT WESTERBORK VERMOORD 12-10-1944 AUSCHWITZ                                                                    | Linnaeuskade 33                         | Carry Josephina Verdoner (1942–1944)                            |
|            | HIER WOONDE NANNIE CARRY VERDONER GEB. 21-2-1940 GEDEPORTEERD 1944 UIT WESTERBORK VERMOORD 12-10-1944 AUSCHWITZ                                                                       | Linnaeuskade 33                         | Nannie Carry Verdoner (1940–1944)                               |
|            | HIER WOONDE SAMUEL VERDONER GEB. 1911 GEDEPORTEERD 1944 UIT WESTERBORK VERMOORD 12-10-1944 AUSCHWITZ                                                                                  | Linnaeuskade 33                         | Samuel Verdoner (1911–1944)                                     |
|            | HIER WOONDE MARIE VERDONER- WAGENAAR GEB. 1914 GEDEPORTEERD 1944 UIT WESTERBORK VERMOORD 12-10-1944 AUSCHWITZ                                                                         | Linnaeuskade 33                         | Maria Verdoner-Wagenaar (1914–1944)                             |
|            | HIER WOONDE EDUARD ISAÄC VLEESCHDRAAGER GEB. 1909 GEARRESTEERD 1942 GEDEPORTEERD UIT AMERSFOORT VERMOORD 19-8-1942 AUSCHWITZ                                                          | Pythagorasstraat 116                    | Eduard Isaäc Vleeschdraager (1909–1942)                         |
|            | HIER WOONDE IJSAÄC VLEESCHDRAAGER GEB. 1881 GEARRESTEERD 30-12-1942 GEDEPORTEERD UIT WESTERBORK VERMOORD 23-4-1943 SOBIBOR                                                            | Pythagorasstraat 116                    | IJsaäc Vleeschdraager (1881–1943)                               |
|            | HIER WOONDE JAANTJE VLEESCHDRAAGER- LUTERAAN GEB. 1881 GEARRESTEERD 10-4-1943 GEDEPORTEERD UIT WESTERBORK VERMOORD 23-4-1943 SOBIBOR                                                  | Pythagorasstraat 116                    | Jaantje Vleeschdraager-Luteraan (1881–1943)                     |
|            | HIER WOONDE DANIEL VLEESCHHOUWER GEB. 1926 VERMOORD 31-7-1944 MIDDEN-EUROPA | Swammerdamstraat 25b-d                  | Daniel Vleeschhouwer (1926-1944)                                |
|            | HIER WOONDE JOSEPH VLEESCHHOUWER GEB. 1939 VERMOORD 2-4-1943 SOBIBOR | Swammerdamstraat 15                     | Joseph Vleeschhouwer (1939-1943)                                |
|            | HIER WOONDE LEENDERT VLEESCHHOUWER GEB. 1922 VERMOORD 31-7-1944 MIDDEN-EUROPA | Swammerdamstraat 25b-d                  | Leendert Vleeschhouwer (1922-1944)                              |
|            | HIER WOONDE MICHEL VLEESCHHOUWER GEB. 1884 VERMOORD 3-6-1944 AUSCHWITZ | Swammerdamstraat 25b-d                  | Michel Vleeschhouwer (1884-1944)                                |
|            | HIER WOONDE MICHEL VLEESCHHOUWER GEB. 13-6-1941 VERMOORD 2-4-1943 SOBIBOR | Swammerdamstraat 15                     | Joseph Vleeschhouwer (1941-1943)                                |
|            | HIER WOONDE KEETJE VLEESCHHOUWER- VAN DER BIJL GEB. 1915 VERMOORD 20-4-1943 SOBIBOR                                                                                                   | Swammerdamstraat 15                     | Keetje Vleeschhouwer-van der Bijl (1915-1943)                   |
|            | HIER WOONDE LEO DE VRIES GEB. 1902 GEDEPORTEERD 1944 UIT WESTERBORK VERMOORD 6-3-1944 AUSCHWITZ                                                                                       | Oosterpark 28                           | Leo de Vries (1902–1944)                                        |
|            | HIER WOONDE ESTHER DE VRIES-ROOT GEB. 1882 GEÏNTERNEERD 20-3-1943 GEDEPORTEERD UIT WESTERBORK VERMOORD 26-3-1943 AUSCHWITZ                                                            | Eerste Atjehstraat 115 II Zeeburg       | Esther de Vries-Root (1882–1943)                                |
|            | HIER WOONDE LEVIE VUISJE GEB. 1877 VERMOORD 28-9-1942 AUSCHWITZ | Eerste Atjehstraat 40 huis Zeeburg      | Levie Vuisje (1877–1942)                                        |
|            | HIER WOONDE EVA VUISJE- CATSIOHN GEB. 1876 VERMOORD 28-9-1942 AUSCHWITZ | Eerste Atjehstraat 40 huis Zeeburg      | Eva Vuisje-Catsiohn (1876–1942)                                 |
|            | HIER WOONDE ABRAHAM MOZES WAJSBERG GEB. 1938 GEARRESTEERD 1.4.1943 GEDEPORTEERD UIT VUGHT VERMOORD 11.6.1943 SOBIBOR                                                                  | Deymanstraat 14a-II                     | Abraham Mozes Wajsberg (1938-1943)                              |
|            | HIER WOONDE DANIEL (LEIBISZ) WAJSBERG GEB. 1898 OZORKOW/POLEN GEARRESTEERD 1.4.1943 GEDEPORTEERD UIT VUGHT VERMOORD 19.10.1943 AUSCHWITZ                                              | Deymanstraat 14a-II                     | Daniel (Leibisz) Wajsberg (1898-1943)                           |
|            | HIER WOONDE HENOCH LAZAR WAJSBERG GEB. 1927 ŁODZ GEARRESTEERD 1.4.1943 GEDEPORTEERD UIT VUGHT VERMOORD 11.6.1943 SOBIBOR                                                              | Deymanstraat 14a-II                     | Henoch Lazar Wajsberg (1927-1943)                               |
|            | HIER WOONDE GITLA WAJSBERG- ZYLBERSZTEJN GEB. 1903 ROSOCZ / POLEN GEARRESTEERD 1.4.1943 GEDEPORTEERD UIT VUGHT VERMOORD 11.6.1943 SOBIBOR                                             | Deymanstraat 14a-II                     | Gitla Wajsberg-Zylbersztejn (1903-1943)                         |
|            | HIER WOONDE JAKOBUS JOSEPH WALVISCH GEB. 1913 GEDEPORTEERD 1944 UIT WESTERBORK AUSCHWITZ VERMOORD APRIL 1944                                                                          | Vrolikstraat 80 huis                    | Jakobus Joseph Walvisch (1903-1944)                             |
|            | HIER WOONDE JOSEPH WALVISCH GEB. 1884 GEDEPORTEERD 1942 UIT WESTERBORK AUSCHWITZ VERMOORD 1.10.1942                                                                                   | Vrolikstraat 80 huis                    | Joseph Walvisch (1884-1942)                                     |
|            | HIER WOONDE HEINTJE WALVISCH- WAGENAAR GEB. 1884 GEDEPORTEERD 1942 UIT WESTERBORK AUSCHWITZ VERMOORD 1.10.1942                                                                        | Vrolikstraat 80 huis                    | Heintje Walvisch-Wagenaar (1884-1942)                           |
|            | HIER WOONDE ABRAHAM WATERMAN GEB. 1910 GEDEPORTEERD 1942 UIT WESTERBORK VERMOORD 17.9.1942 AUSCHWITZ                                                                                  | Reitzstraat 25                          | Abraham Waterman (1910-1942)                                    |
|            | HIER WOONDE ALEXANDER WATERMAN GEB. 1937 GEDEPORTEERD 1942 UIT WESTERBORK VERMOORD 2.8.1942 AUSCHWITZ                                                                                 | Reitzstraat 25                          | Alexander Waterman (1937-1942)                                  |
|            | HIER WOONDE SALOMON WATERMAN GEB. 1914 GEDEPORTEERD 1942 UIT WESTERBORK VERMOORD 29-1-1945 NEUSTADT                                                                                   | Maritzstraat 24 I                       | Salomon Waterman (1914-1945)                                    |
|            | HIER WOONDE HELENA WATERMAN-DE JONG GEB. 1916 GEDEPORTEERD 1942 UIT WESTERBORK VERMOORD 2.8.1942 AUSCHWITZ                                                                            | Reitzstraat 25                          | Helena Waterman-De Jong (1916-1942)                             |
|            | HIER WOONDE CLARA WATERMAN-POLAK GEB. 1915 GEDEPORTEERD 1942 UIT WESTERBORK VERMOORD 8-10-1942 AUSCHWITZ                                                                              | Maritzstraat 24 I                       | Clara Waterman-Polak (1915-1942)                                |
|            | HIER WOONDE GABRIËL JUDA WERTHEIM GEB. 14-4-1940 VERMOORD 21-5-1943 SOBIBOR | Marcusstraat 23 I                       | Gabriël Juda Wertheim (1940-1943)                               |
|            | HIER WOONDE JOSEPH WERTHEIJM GEB. 1923 GEDEPORTEERD 1942 UIT WESTERBORK VERMOORD 21-5-1943 SOBIBOR                                                                                    | Danie Theronstraat 21                   | Joseph Wertheijm (1923-1943)                                    |
|            | HIER WOONDE MOZES WERTHEIM GEB. 1908 VERMOORD 21-5-1943 SOBIBOR | Marcusstraat 23 I                       | Mozes Wertheim (1908-1943)                                      |
|            | HIER WOONDE REBECCA LEERAAR GEB. 1908 VERMOORD 21-5-1943 SOBIBOR | Marcusstraat 23 I                       | Rebecca Wertheim-Leeraar (1908-1943)                            |
|            | HIER WOONDE ESTHER WERTHEIJM- LOPES SALZEDO GEB. 1924 VERMOORD 21-5-1943 SOBIBOR | Danie Theronstraat 21                   | Esther Wertheijm-Lopes Salzedo (1924-1943)                      |
|            | HIER WOONDE MAURITS WOLDER GEB. 1925 GEARRESTEERD 17-12-1942 GEÏNTERNEERD WESTERBORK VLUCHT 11-1-1943 UIT TRANSPORT ONDERGEDOKEN 1943 ZAANDAM OVERLEEFT                               | Ruyschstraat 11                         | Maurits Wolder (1925-2003)                                      |
|            | HIER WOONDE HARTOG WOLKENFELD GEB. 1926 GEARRESTEERD 1942 GEDEPORTEERD 1942 UIT WESTERBORK VERMOORD 30-9-1942 SOBIBOR                                                                 | Tweede Boerhaavestraat 62               | Hartog Wolkenfeld (1926-1942)                                   |
|            | HIER WOONDE JOSEF WOLKENFELD GEB. 1897 GEARRESTEERD 21-6-1943 GEDEPORTEERD UIT WESTERBORK VERMOORD 9-7-1943 SOBIBOR                                                                   | Tweede Boerhaavestraat 62               | Josef Wolkenfeld (1897-1943)                                    |
|            | HIER WOONDE SARA WOLKENFELD-KNOOP GEB. 1906 GEARRESTEERD 21-6-1943 GEDEPORTEERD UIT WESTERBORK VERMOORD 9-7-1943 SOBIBOR                                                              | Tweede Boerhaavestraat 62               | Sara Wolkenfeld-Knoop (1906-1943)                               |
|            | HIER WOONDE JACOB ZAK GEB. 1878 GEARRESTEERD 15-4-1943 VERMOORD 30-4-1943 SOBIBOR | Afrikanerplein 146 II                   | Jacob Zak (1878-1943)                                           |
|            | HIER WOONDE SARA ZAK- LEEUWARDEN GEB. 1879 GEARRESTEERD 15-4-1943 VERMOORD 30-4-1943 SOBIBOR                                                                                          | Afrikanerplein 146 II                   | Sara Zak-Leeuwarden (1879-1943)                                 |
|            | HIER WOONDE ANNA ZWAAF GEB. 1917 GEDEPORTEERD 1943 UIT WESTERBORK VERMOORD 23.7.1943 SOBIBOR                                                                                          | Réaumurstraat 22 Amsteldorp             | Anna Zwaaf (1917-1943)                                          |
|            | HIER WOONDE JOSEPH DE ZWARTE GEB. 1911 GEARRESTEERD 22-3-1943 AMSTERDAM GEARRESTEERD 1-4-1943 VUGHT GEDEPORTEERD 19-10-1943 UIT WESTERBORK AUSCHWITZ VERMOORD 31-3-1944 MIDDEN-EUROPA | Tweede Oosterparkstraat Oosterpark      | Joseph de Zwarte (1911-1944)                                    |
|            | HIER WOONDE KLAARTJE DE ZWARTE-WALVISCH GEB. 1911 GEARRESTEERD 22-3-1943 AMSTERDAM GEARRESTEERD 1-4-1943 VUGHT GEDEPORTEERD 13-7-1943 UIT WESTERBORK VERMOORD 16-7-1943 SOBIBOR       | Tweede Oosterparkstraat Oosterpark      | Klaartje de Zwarte-Walvisch (1911-1943)                         |

### Andere Stolpersteine
Controleer hier het adres
- Transvaalkade 110: Abraham Waterman
- President Brandstraat 38, 1091 XH Amsterdam (5)
- Vrolikstraat 96, 1091 VE Amsterdam (2)

## Data van plaatsingen
- 17 juni 2012
- 13 februari 2017: President Brandstraat 11 II
- 17 januari 2024: Tweede Oosterparkstraat 245
- 29 november 2024: Ringdijk 26